# Carriera politica di Winston Churchill (1900-1939)

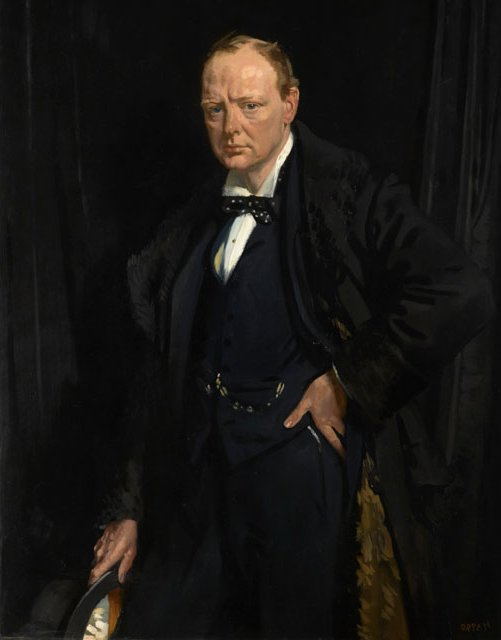
Churchill ritratto da William Orpen nel 1916

La carriera politica di Winston Churchill ebbe inizio nel 1900, in tarda epoca vittoriana, e terminò nel 1964, un anno prima della morte dello statista, agli inizi dell'Era spaziale.
In questa pagina vengono descritte dettagliatamente la parte iniziale della sua carriera e l'ascesa politica di Churchill, dai primi anni come parlamentare al 1939. In questo periodo Churchill ricoprì gli incarichi di sottosegretario per le Colonie (1905-1908), ministro del Commercio (1908-1910), ministro dell'Interno (1910-1911), primo lord dell'ammiragliato (1911-1915), Cancelliere del Ducato di Lancaster (1915-1916), ministro degli Approvvigionamenti (1917-1918), segretario di Stato per la Guerra e per l'Aria (1918-1921), segretario di Stato per le Colonie (1921-1922) e cancelliere dello Scacchiere (1924-1929). Dopo un lungo periodo di isolamento passato all'opposizione (da lui chiamati "Wilderness years", gli "anni del deserto"), durati dal 1930 al 1939, Churchill ritornò al governo come primo lord dell'ammiragliato nel gabinetto di guerra di Neville Chamberlain, per poi sostituire quest'ultimo alla guida del Regno Unito in guerra nel maggio 1940.
In questi vari incarichi fu protagonista di eventi di primo piano della vita britannica e internazionale del periodo. Fu uno dei creatori del Sudafrica moderno partecipando alla redazione delle costituzioni degli stati boeri. Diede impulso a importanti riforme nel campo del lavoro, della previdenza sociale e del sistema penale. Potenziò la Royal Navy favorendo lo sviluppo tecnologico. Nel 1915 dovette lasciare il governo in conseguenza dell'esito fallimentare della campagna di Gallipoli da lui promossa. Come Ministro degli Armamenti svolse un ruolo chiave nel sostenere lo sforzo bellico degli Alleati nella fase finale del primo conflitto mondiale. Negli anni successivi sostenne l'Armata Bianca anticomunista nella guerra civile russa e come Ministro delle Colonie fu uno dei maggiori artefici dell'attuale configurazione geopolitica del Medio Oriente. Durante gli anni '30 si oppose alla concessione dello statuto di dominion all'India e all'ascesa della Germania nazista, guidando la campagna per il riarmo. Quando le sue previsioni circa gli obiettivi espansionistici di Hitler furono confermate, ritornò infine ad incarichi ministeriali fino a diventare primo ministro.

## Inizi della carriera politica (1900-1914)

### Membro del Parlamento per Oldham

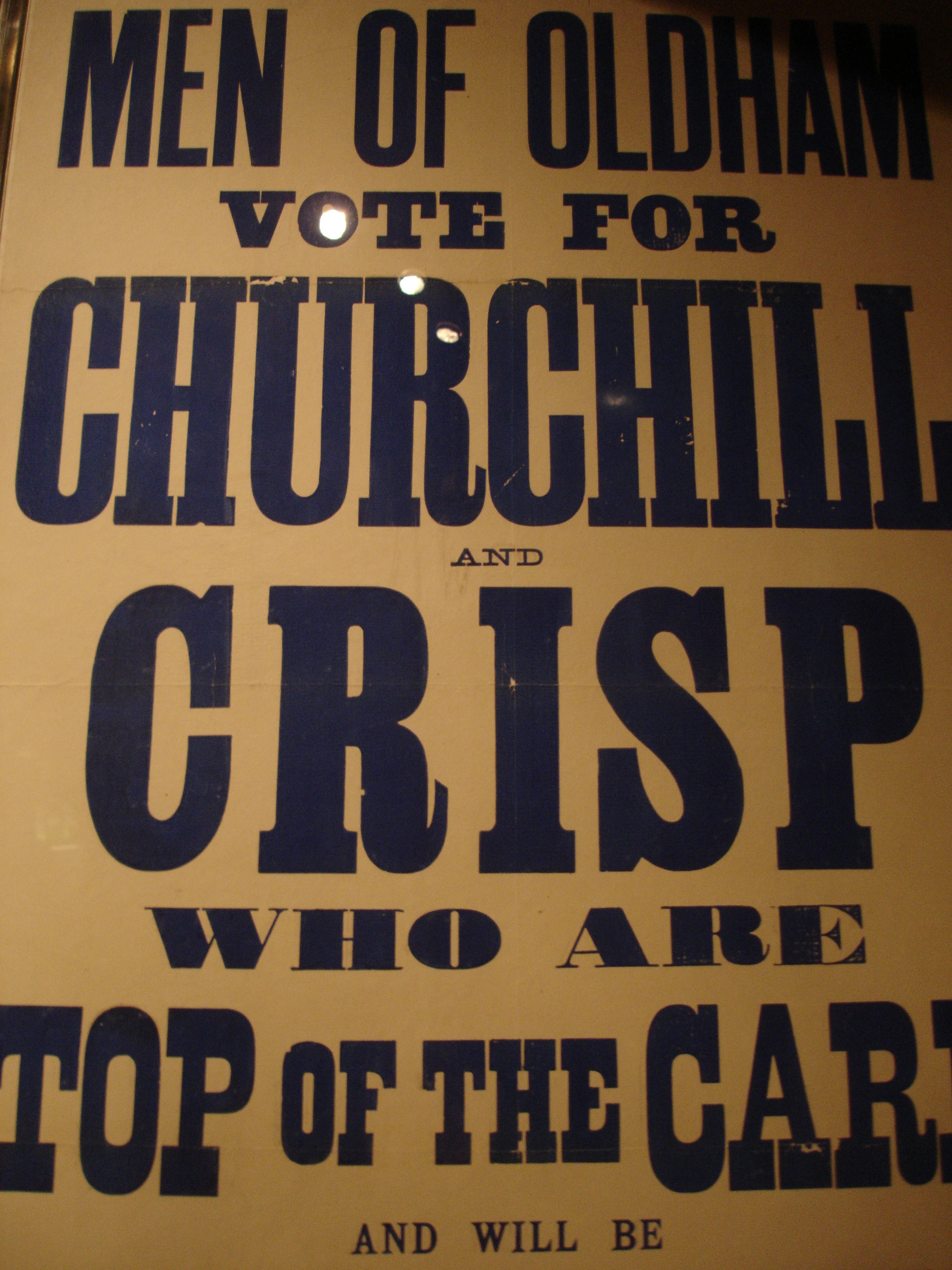
Manifesto elettorale di Churchill per le elezioni del 1900

Dopo aver tentato senza successo di essere eletto nel 1897, Churchill prese parte come corrispondente di guerra alla guerra d'indipendenza cubana e alla seconda guerra boera.
Forte della popolarità conseguita nel conflitto sudafricano, Churchill venne eletto per il seggio di Oldham alle elezioni generali del 1900, le ultime dell’età vittoriana, nota anche come “Khaki election” (elezione khaki), per il decisivo vantaggio dato ai Tories dalla vittoria nella guerra boera. Anche in questo caso, come l’anno precedente, le spese della campagna elettorale furono pagate dal cugino, il duca di Marlborough. (all’epoca le spese elettorali erano infatti interamente a carico del candidato).
Tuttavia, Churchill non prese parte alla cerimonia di apertura del Parlamento del dicembre 1900, ma si dedicò a un tour di conferenze in Gran Bretagna e negli Stati Uniti. L'8 dicembre giunse a New York, dove fu presentato al pubblico da Mark Twain il quale disse di lui: "Il signor Churchill è inglese da parte di padre e americano da parte di madre, sicuramente la miscela che fa l'uomo perfetto.". A Washington incontrò il presidente William McKinley il quale lo "impressionò davvero", come raccontò alla madre e il vicepresidente Theodore Roosevelt. Grazie al successo del tour di conferenze negli Stati Uniti e alla prolifica attività di collaborazione con giornali e riviste Churchill riuscì a guadagnare la somma di 10.000 sterline, equivalenti a circa 500.000 sterline nel 2001. All’epoca i parlamentari non percepivano alcun compenso e Churchill non aveva ereditato quasi nulla alla morte del padre, poiché questi aveva perso gran parte del suo patrimonio. Inoltre, la piccola rendita che Lord Randolph aveva lasciato al figlio, fu assegnata da Churchill alla madre nel 1903. Egli prese infine possesso del suo seggio nel febbraio 1901.

### Cambiamento di campo (1900-1905)
(Winston Churchill alla Camera dei Comuni, 1901)

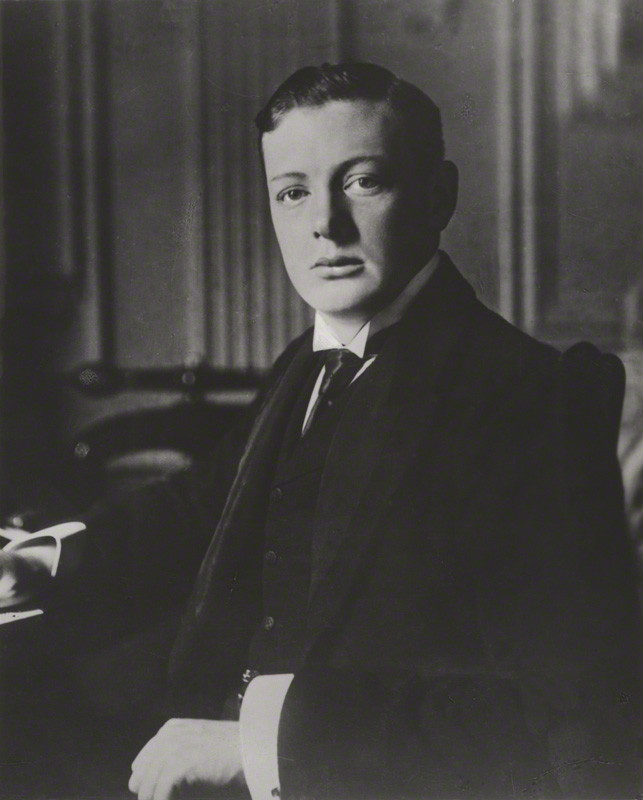
Churchill nel 1900

In Parlamento, Churchill si unì a un gruppo di giovani deputati conservatori il cui leader era Lord Hugh Cecil, figlio del primo ministro Lord Salisbury. Da lui il gruppo prese il nome di “Hughligans”; di esso, oltre a Churchill, facevano parte F.E. Smith, che diventerà uno degli amici più intimi di Churchill fino alla morte, Arthur Stanley, lo scozzese Ian Malcolm, il conte Henry Percy e un lontano parente, Lord George Hamilton. Il primo intervento parlamentare di Churchill fu un duro attacco al Segretario di Stato per la Guerra St. John Brodrick, che aveva proposto di aumentare gli effettivi dell’esercito a sei corpi d’armata, tre dei quali da stanziare all’estero. Churchill aveva preparato con cura il suo intervento per sei settimane e parlò per un’ora senza appunti. L’intervento mostrò abilità retoriche notevoli e fu subito paragonato alle famose allocuzioni del padre, anch’esse spesso rivolte contro membri del suo stesso partito. Churchill continuò a sostenere questa battaglia dentro e fuori dal Parlamento per vario tempo.
Nel 1902 Churchill rilasciò un’intervista nella quale espresse la sua previsione circa una futura partizione dell'Impero cinese, aggiungendo anche che “la stirpe ariana è destinata al trionfo”. Inoltre, espresse scarsa preoccupazione circa l’espansione della Russia verso la Cina e l'India, affermando: “La Russia ha una giustificabile ambizione a controllare un porto nei mari caldi. È imbarazzante pensare che un Paese di cento milioni di persone non ne disponga”. Si trattava di una russofilia insolita all’epoca del Grande gioco.

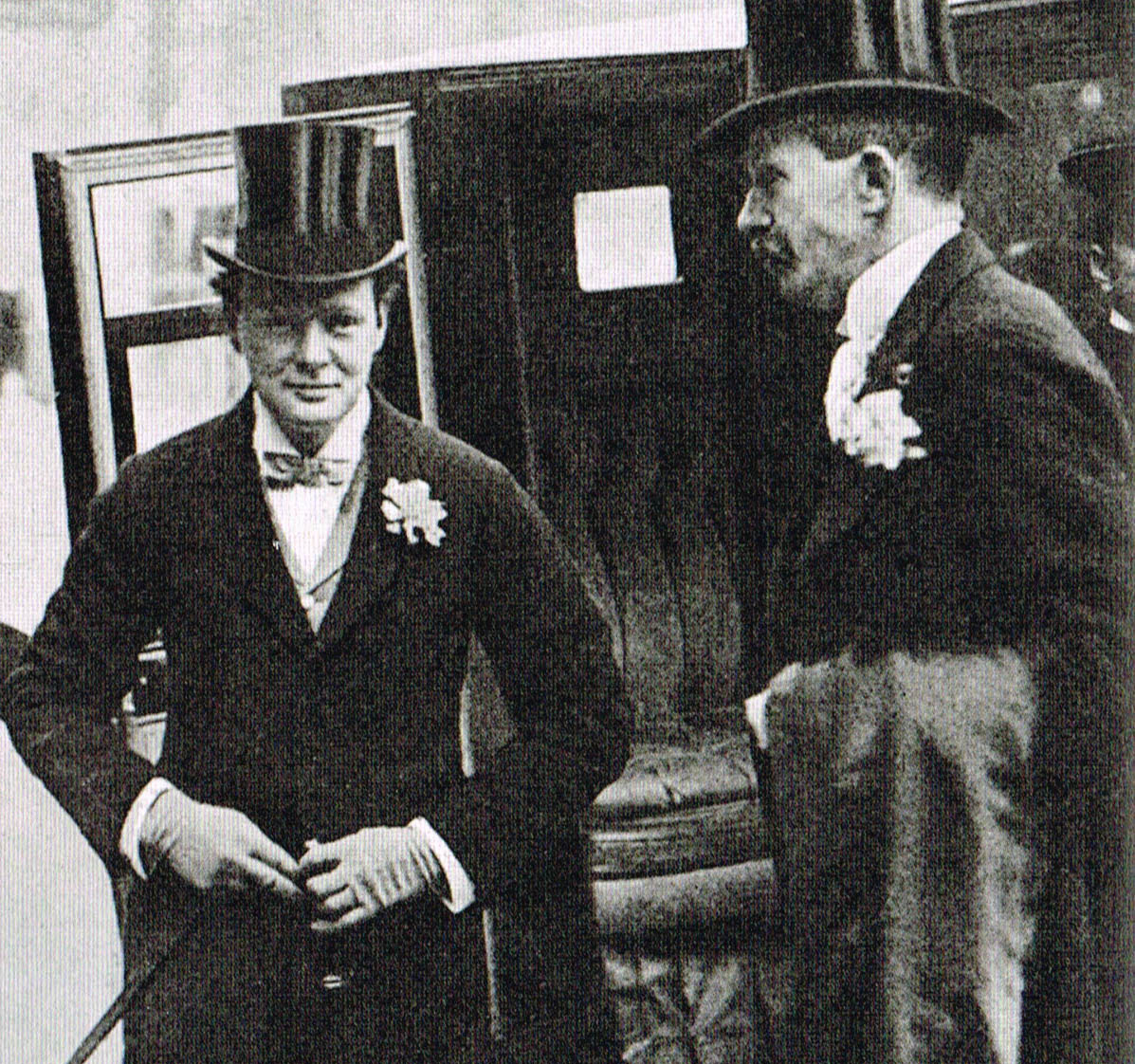
Churchill con Hugh Cecil il giorno del suo matrimonio, 1908

Nel 1903 Churchill cominciò ad allontanarsi dal gruppo di Hugh Cecil, sebbene i due rimanessero amici (Cecil fu il suo testimone di nozze nel 1908). Si oppose anche al leader dei lLiberali unionisti Joseph Chamberlain, vecchio amico e alleato politico del padre, il cui partito era in coalizione con i Tories. Chamberlain propose un vasto piano di tariffe protezioniste per preservare il primato dell’industria britannica davanti all’emergente concorrenza tedesca e americana. Churchill allora e in seguito fu invece un sostenitore del libero commercio. In questo era sostenuto da Lord Hugh e dal suo gruppo, e anche dal cancelliere dello Scacchiere Charles Ritchie. I piani di Chamberlain portarono ad un’incrinatura dell’alleanza conservatrice-unionista. Gli attacchi di Churchill ai Conservatori continuarono su vari argomenti, mentre la sua insoddisfazione nei confronti del partito cresceva; attaccò personalmente Chamberlain (“Al signor Chamberlain piacciono i lavoratori, gli piace vederli lavorare”) e l’ostilità divenne reciproca. Molti deputati conservatori gli divennero ostili e abbandonavano l’aula quando Churchill interveniva. Infine, la sua stessa circoscrizione lo sfiduciò, quando l’Associazione Conservatrice emanò un comunicato in cui affermava di aver perso la fiducia in lui. Oldham era infatti un importante centro dell’industria tessile e gli elettori locali erano favorevoli alle politiche protezioniste sostenute da Chamberlain e dagli unionisti, che prevedevano dazi sui prodotti tessili stranieri. Churchill continuò comunque a sedere in Parlamento per Oldham fino alle successive elezioni.
Nel 1904, la rottura con i conservatori era ormai diventata inevitabile e, dopo le vacanze di Pasqua, Churchill abbandonò ufficialmente il suo seggio e prese posto nelle file dell’opposizione liberale. Anche il cugino Ivor Guest lo seguì. Le possibili ragioni del cambiamento furono la promessa di un posto ministeriale, ma anche un desiderio di politiche riformiste verso i ceti più disagiati, derivatagli dalla frequentazione dei cenacoli fabiani, oltre che l’opposizione al protezionismo di Chamberlain. Ancora nel 1962, Churchill avrebbe confessato a Margaret Thatcher, allora giovane deputata conservatrice: “Io sono un liberale, lo sono sempre stato”.
Tra le ragioni della sua ostilità verso l’establishment conservatore potrebbe esserci stata anche la memoria del padre. Il poeta Wilfrid Scawen Blunt, che fu amico sia di Winston che di Lord Randolph, scrisse che Churchill era “Nelle maniere e nel pensiero una replica del padre. Possiede tutto il suo attivismo, ma una maggiore abilità”. Del resto, le opinioni espresse in questa fase della sua carriera, compresa l’opposizione alle spese militari eccessive, ricalcavano in pieno quelle paterne; Churchill cominciò anche a vestirsi allo stesso modo di Lord Randolph. Tra il 1903 e il 1905 scrisse una biografia del padre in due volumi, intitolata “Lord Randolph Churchill”, che fu pubblicata nel 1906 e ricevette un’ottima accoglienza critica. Theodore Roosevelt, che aveva conosciuto Lord Randolph, recensì il libro come “L’intelligente, toccante e forse bassa e volgare vita di quell’intelligente, toccante e forse basso e volgare egocentrico”. Alcuni storici hanno suggerito che probabilmente Churchill intese usare il libro per giustificare il proprio cambiamento di schieramento. Anni dopo scrisse che in effetti, studiando la vita di sua padre aveva subito un disincanto verso il partito conservatore.

### Scalata ai vertici (1905-1910)
né in India. Non è il "pericolo giallo" o il "pericolo nero"[...]. No, è qui in mezzo a noi, vicino a casa, nelle emergenti città di Inghilterra e Scozia, nei villaggi squallidi e angusti della nostra spoglia campagna. È qui che troverete le radici della rovina imperiale e della decadenza nazionale: l'innaturale divisione tra ricchi e poveri, l'allontanamento del popolo dalla terra [...], lo sfruttamento della nostra gioventù [...] l'orribile confusione delle obsolete Poor Laws [...] la costante insicurezza dei mezzi di sussistenza che spezza il cuore dell'uomo sobrio e laborioso e, d'altro lato, la crescita esponenziale del lusso volgare e senza gioia. Questi sono i nemici della Gran Bretagna.»
(Winston Churchill alla Camera dei Comuni, 1909)

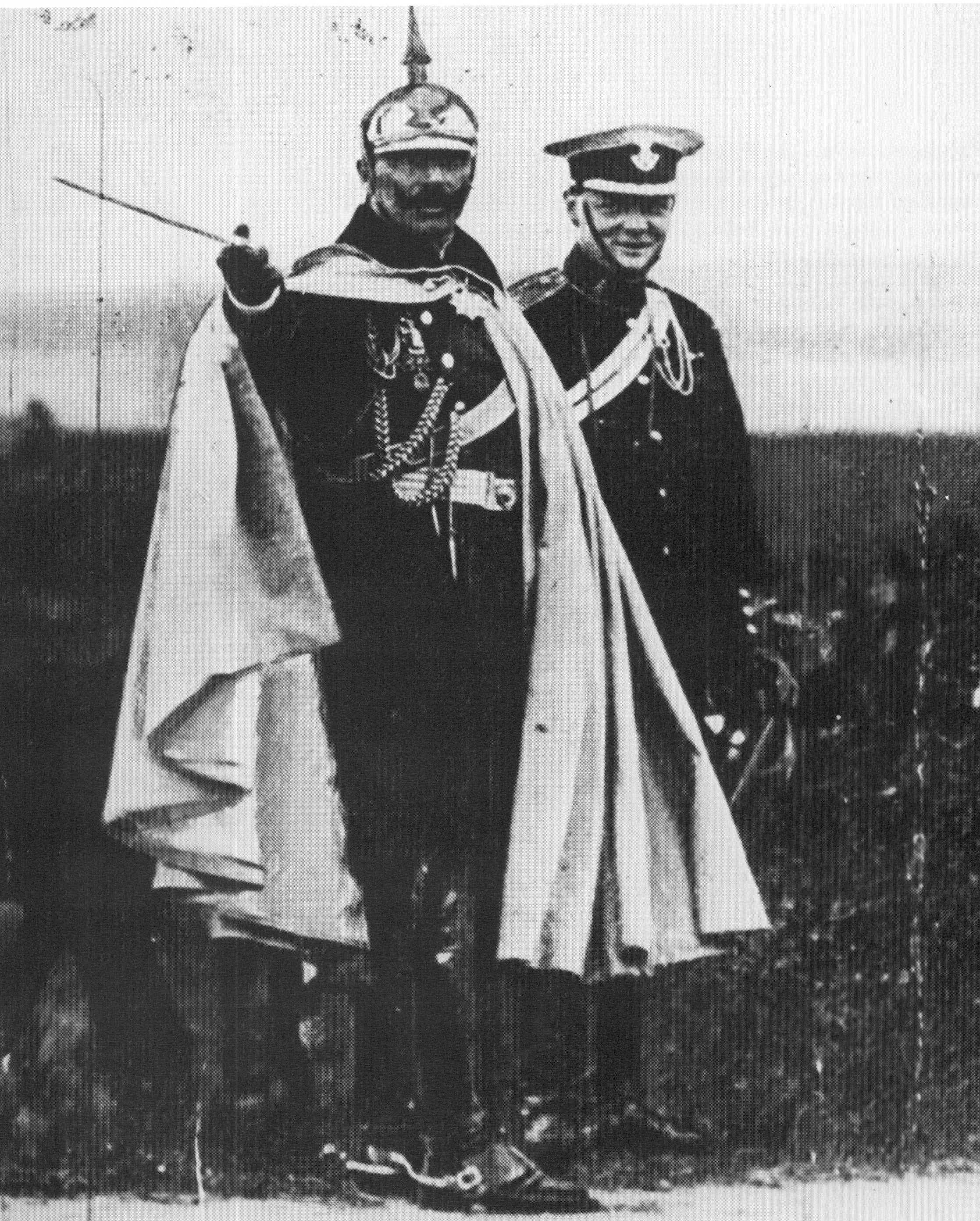
Churchill con il Kaiser Guglielmo II, 1906

Quando i liberali giunsero al governo nel dicembre 1905, con il primo ministro Henry Campbell-Bannerman Churchill ottenne il suo primo incarico ministeriale come Sottosegretario alle Colonie. Lavorando con il titolare del dicastero Lord Elgin, Churchill si occupò da subito di questioni di grande rilievo, come l’adozione di una nuova costituzione per le repubbliche boere del Transvaal e dell’Orange e con lo scandalo del lavoro forzato degli immigrati cinesi nelle miniere sudafricane. Il suo primo discorso dopo aver assunto l’incarico, tenuto in difesa dell’Alto Commissario Lord Milner fu un fallimento, ma Churchill imparò dal suo errore e da quel momento invece di preparare i discorsi per impararli a memoria scrisse degli appunti da consultare. Infatti, il discorso successivo con il quale cercò, invano, di ottenere l’appoggio dei Conservatori per le nuove Costituzioni degli Stati boeri fu giudicato come il suo migliore fino a quel momento.
(Winston Churchill)
Nella veste di sottosegretario partecipò nel 1906 alle manovre militari dell'Esercito imperiale tedesco a Würzburg, incontrando personalmente il Kaiser Guglielmo II, con il quale conversò per circa venti minuti. Nella lettera che scrisse a Elgin si mostrò visibilmente impressionato dalla potenza militare germanica.
Nelle elezioni generali del 1906 i liberali ottennero una vittoria schiacciante e Churchill venne eletto per la circoscrizione di Manchester Nord-Ovest, che il partito gli aveva messo a disposizione. Ancora a corto di fondi, le spese della campagna gli vennero pagate dallo zio Lord Tweedmouth, un influente esponente liberale.
Churchill era già uno dei membri più in vista della maggioranza fuori dal Gabinetto. Campbell-Bannerman aveva già proposto una promozione di Churchill a un ruolo ministeriale quando era sottosegretario, ma il re Edoardo VII si era opposto. Quando Campbell fu sostituito da Herbert Henry Asquith nel 1908 Churchill entrò nel Gabinetto di governo come President of the Board of Trade, cioè ministro del Commercio. In base alla legge vigente all’epoca un ministro di nuova nomina doveva rinunciare al suo seggio parlamentare e farsi rieleggere in una elezione suppletiva. Churchill perse quindi il suo seggio di Manchester in favore del conservatore William Joynson-Hicks, ma venne eletto per il seggio di Dundee in Scozia.
Come ministro del commercio Churchill si schierò da subito a fianco del nuovo cancelliere dello Scacchiere David Lloyd George nell’opposizione all’aumento delle spese per la flotta. Il Primo Lord dell’Ammiragliato Reginald McKenna aveva proposto l’acquisto di sei nuove navi da battaglia Dreadnought, ma Churchill e Lloyd George proposero di limitare il numero a quattro. Una campagna d’opinione guidata dai conservatori e sostenuta dall’ammiraglio John FIsher, che era vicino ai liberali, forzò il governo ad aumentare il numero ad otto. Churchill fece diversi interventi sul tema, rifacendosi anche a campagne simili che il padre aveva sostenuto e facendo propria la sua pratica di far circolare lettere aperte tra i membri della sua circoscrizione.

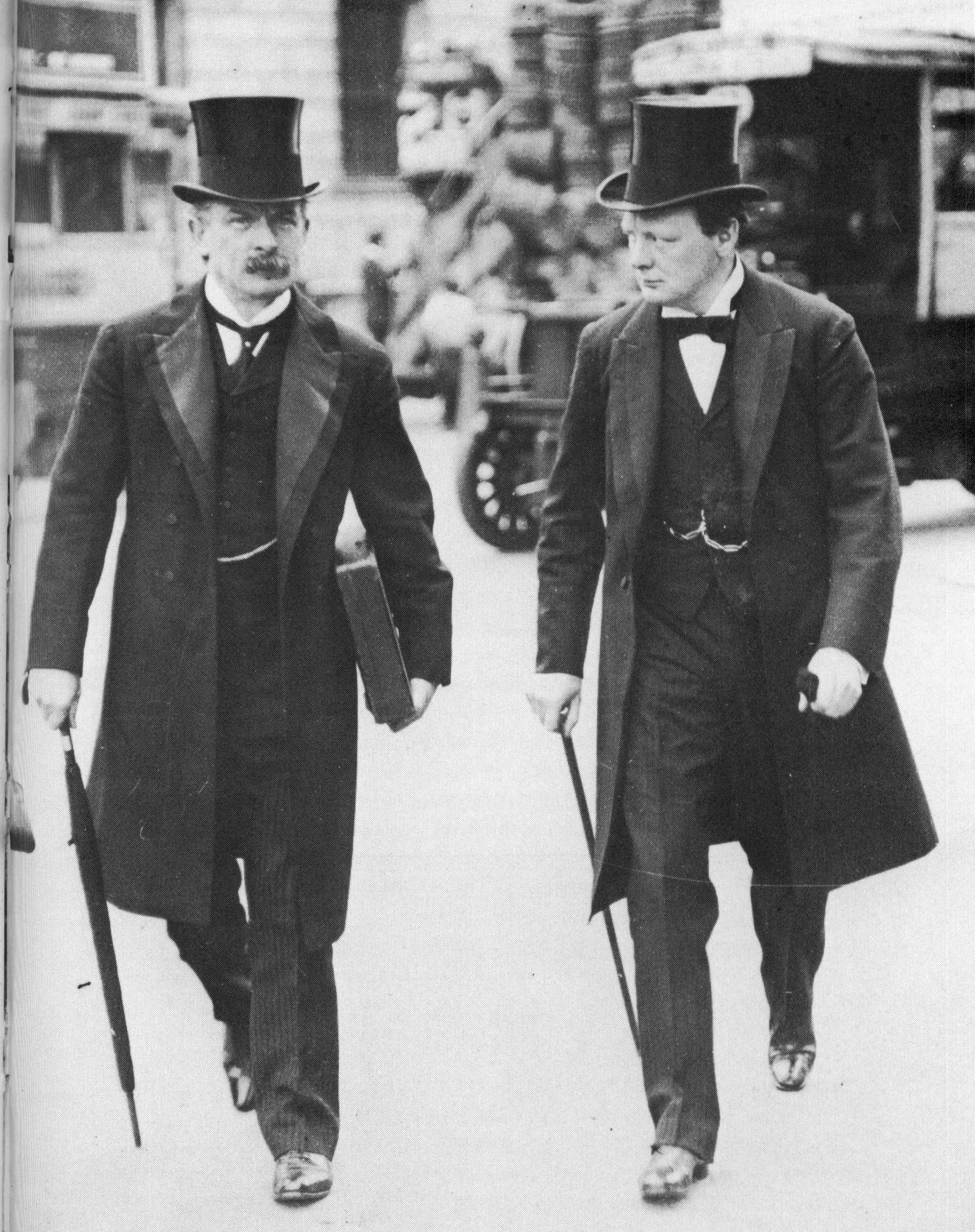
I "Gemelli terribili" (Terrible Twins) Lloyd George e Churchill nel 1907

Nella sua carica Churchill fu anche il protagonista di una stagione di riformismo radicale molto innovativo per l’epoca. In questa fase della sua carriera Churchill era un assiduo frequentatore del movimento fabiano, essendo entrato in stretti rapporti di amicizia con i coniugi Webb, in particolare Beatrice Webb, una delle fondatrici della London School of Economics. Tramite costei nel 1908 fu presentato a William Beveridge, economista e sociologo teorico dello Stato sociale; Churchill invitò Beveridge a collaborare con lui nel Board of Trade e questi divenne il principale ispiratore del riformismo churchilliano degli anni successivi. In particolare, Churchill fu responsabile dell’approvazione di tre importanti provvedimenti; il Mines Act del 1908 stabilì una durata massima di otto ore per la giornata lavorativa nelle miniere. Il Trades Boards Act del 1909 stabilì per la prima volta un salario minimo per i lavoratori nel Regno Unito: il provvedimento riguardava circa 200.000 lavoratori in vari comparti industriali, e Churchill dimostrò grande abilità nell’ottenere l’appoggio bipartisan dei conservatori all’approvazione della legge. Infine, sempre nel 1909 fu approvato anche il Labour Exchanges Act, che creò uffici di collocamento per la ricerca di impiego. Lo storico e politico Robert Rhodes James ha sottolineato che come ministro di governo Churchill dimostrò da subito tre eccezionali qualità: lavorava moltissimo, riusciva a portare le sue proposte sia nel Gabinetto che in Parlamento all’approvazione e aveva il pieno controllo del suo ministero.
Churchill svolse anche un ruolo chiave nel sostenere Lloyd George e le due grandi riforme del governo Asquith, il c.d. People’s Budget e il Parliament Act del 1911 (approvato quando già era diventato ministro dell’Interno). Il Budget proposto da Lloyd George consisteva in una grande riforma fiscale volta a tassare la rendita fondiaria per finanziare un vasto programma assistenziale per i ceti più disagiati e le spese militari rese necessarie dal rafforzamento della Germania. Il Budget era ispirato alle teorie dell’economista Henry George e mirava a colpire soprattutto la rendita fondiaria, monopolio quasi esclusivo dell’aristocrazia, alla quale peraltro lo stesso Churchill apparteneva. Churchill si impegnò attivamente nella campagna presiedendo la “Budget League” e nelle due elezioni generali che si susseguirono nel gennaio e nel dicembre 1910 vinte dai liberali. I discorsi di Churchill fecero uso di una forte retorica georgista; la proprietà della terra era la fonte di tutti i monopoli e la speculazione fondiaria portava a un reddito parassitario e dannoso per la società, a differenza degli investimenti produttivi nei capitali industriali. Il Budget, approvato dai Comuni già nel 1909, incontrò dapprima il veto della Camera dei lord, il che portò a una grave crisi costituzionale che fu risolta con il Parliament Act del 1911, il quale abolì il diritto di veto dei Lords in materia fiscale. Churchill si impegnò anche su questo fronte, polemizzando in tono ironico con le posizioni degli aristocratici latifondisti.
(Winston Churchill)
Sempre nel 1909 Churchill pubblicò una raccolta dei suoi discorsi con il titolo “Il liberalismo e il problema sociale” (Liberalism and the Social Problem). Da questi testi emerge come Churchill, a differenza di Lloyd George del quale in questo periodo divenne molto amico e che fu uno dei suoi mentori, non intendesse modificare le strutture della società, ma pensasse piuttosto a un riformismo gradualista che rendesse la società stessa più umana e meglio funzionante. Rimase convinto che la classe dirigente tradizionale dovesse mantenere il comando, ma che le classi lavoratrici dovessero essere integrate nello Stato e beneficiate dalle riforme allo scopo di evitare rotture rivoluzionarie.

### Ministro dell'Interno (1910-1911)

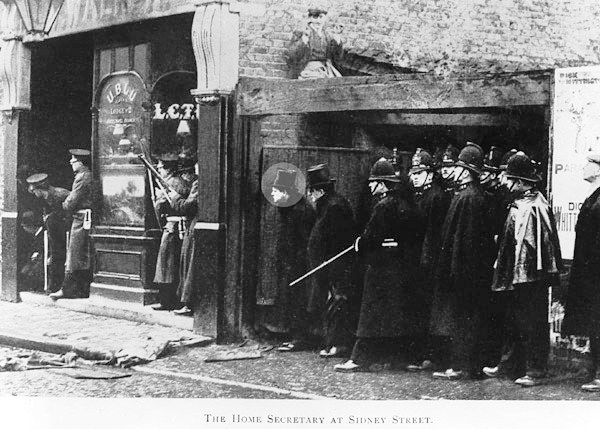
Churchill (in evidenza al centro) all'Assedio di Sidney Street, 1911.

Nel 1910 Churchill divenne ministro dell’Interno (Home Secretary) nel governo Asquith. Durante il suo incarico si verificarono tre eventi di rilievo: lo sciopero dei minatori gallesi nella valle di Rhondda, l’assedio di Sidney Street e le agitazioni per il suffragio femminile. Favorevole all'eugenetica, Churchill partecipò anche alla stesura del Mental Deficiency Act del 1913. Tuttavia, la legge approvata dispose l'internamento coatto di handicappati e malati mentali invece della loro sterilizzazione, come aveva proposto Churchill. A questo proposito aveva scritto a H.G. Wells, anche lui convinto eugenista "Ammiro l'abilità e il coraggio con cui avete discusso le questioni del matrimonio e della popolazione".
Nel 1910 i minatori della valle di Rhondda cominciarono una serie di scioperi e rivolte noti come “Tonypandy Riots”. Inizialmente, il capo della polizia di Glamorgan richiese l’invio di truppe per aiutare la polizia a reprimere le violenze. Churchill, appena entrato in carica, apprese che le truppe erano state inviate, ma diede l’ordine di fermarle a Swindon e Cardiff senza farle proseguire oltre. Autorizzò il comandante locale ad avanzare solo in caso di assoluta necessità. Churchill infatti, che già aveva negato l’autorizzazione all’uso di truppe in un caso analogo a Newport, temeva che si ripetessero episodi come quella della “Domenica di sangue” (Bloody Sunday) del 1887 a Trafalgar Square, dove l’impiego di truppe aveva portato al ferimento grave di 75 persone. In particolare, Churchill proibì tassativamente l’uso di truppe come polizia per disperdere i manifestanti. Per questo fu criticato dai giornali conservatori come il Times: “La responsabilità per queste rinnovate insubordinazioni ricadrà sul Ministro dell’Interno, per aver rifiutato l’impiego di truppe richiesto del capo della polizia”. Inspiegabilmente però, si diffuse la voce che Churchill avesse ordinato alle truppe di attaccare i minatori e ancora oggi questa leggenda persiste.

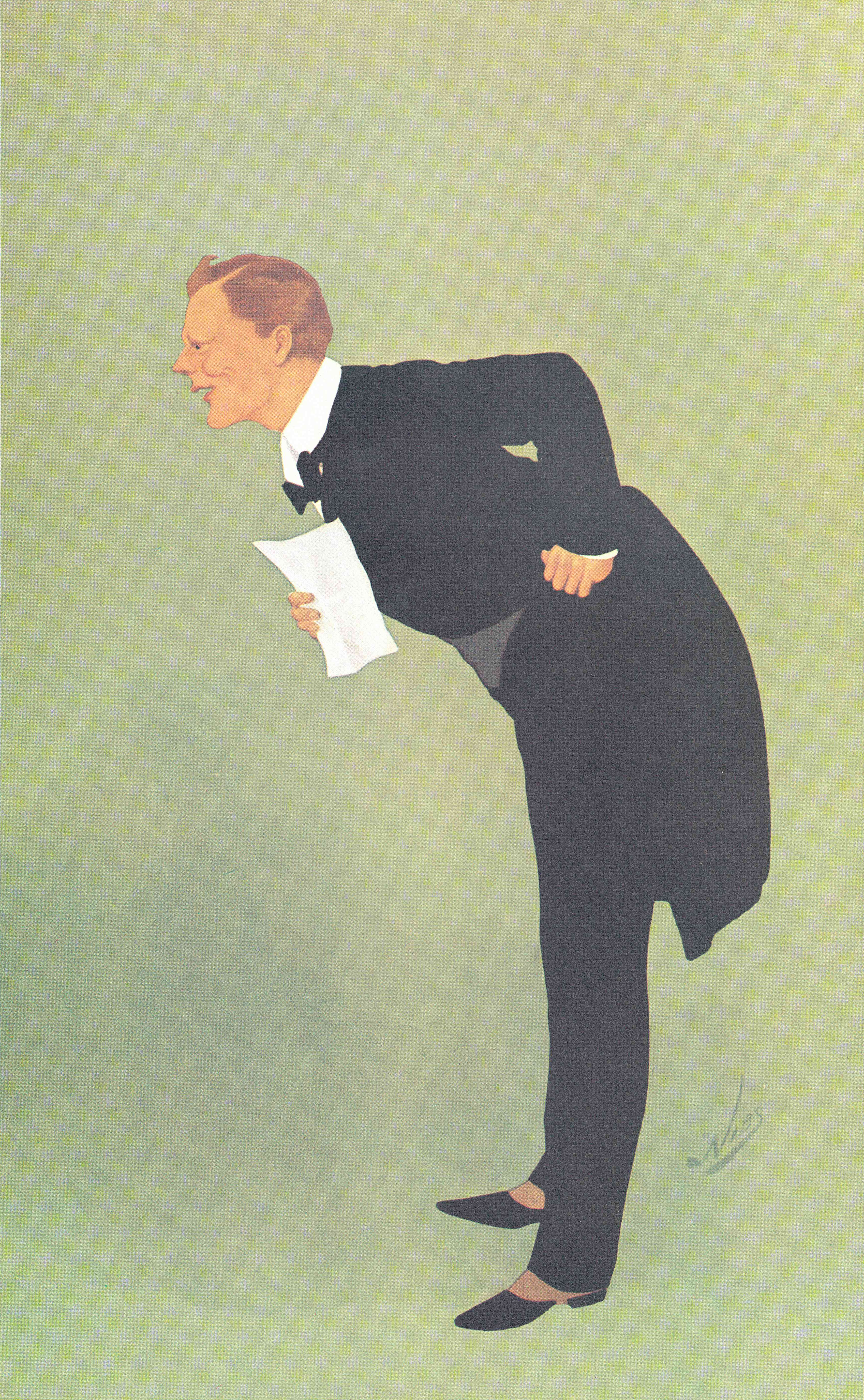
Churchill in una vignetta di Vanity Fair, 1911

Ai primi di gennaio del 1911 Churchill fu presente al cosiddetto assedio di Sidney Street a Londra. Una banda di rapinatori che aveva ucciso tre poliziotti (a differenza della versione più comune non si trattava di anarchici; solo un membro del gruppo aveva vaghe affiliazioni politiche) venne inseguita dalla polizia per tutta la città fino ad asserragliarsi in un palazzo appunto in Sidney Street. Churchill decise di presenziare direttamente agli scontri, decisione assolutamente inusuale per un ministro. Sebbene non assumesse il diretto comando delle operazioni, il biografo Roy Jenkins ha affermato che Churchill si recò sul luogo perché “non poteva resistere alla tentazione di trovarsi al centro della mischia”. La sua presenza tuttavia attirò molte critiche. A un certo punto l’edificio assediato prese fuoco e Churchill supportò la decisione di negare ai pompieri l'accesso, per costringere la banda ad arrendersi o a morire. Dopo un'inchiesta, il leader dell'opposizione Arthur James Balfour affermò: “Lui (Churchill) e il fotografo stavano entrambi rischiando vite preziose. Capisco il fotografo, ma cosa ci faceva lì l’Onorevole ministro?”. L’intera vicenda ebbe ampia risonanza e accrebbe la fama di Churchill come ministro iperattivo e non convenzionale.

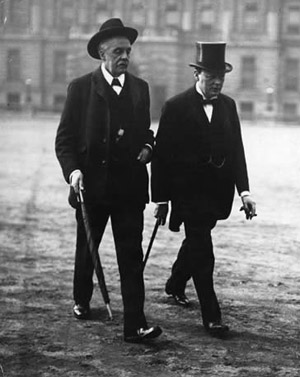
Churchill con Arthur Balfour nel 1911

In questo periodo Churchill non abbandonò il suo slancio riformatore. Nel 1911 lui e Lloyd George ottennero l’approvazione del National Insurance Act, che prevedeva per la prima volta indennità di malattia e disoccupazione per i lavoratori, sul modello bismarckiano. Come ministro dell’Interno Churchill si dedicò anche con particolare fervore alla riforma carceraria. La prima preoccupazione di Churchill fu la riduzione del numero dei detenuti; molti di essi erano stati imprigionati per non aver pagato in tempo le ammende. Churchill allungò i termini e abolì l’incarcerazione automatica per mancato pagamento. Sebbene la riforma fosse approvata solo nel 1914, i suoi effetti furono notevoli: da 62.822 incarcerati per non aver pagato la multa per ubriachezza nel 1908-1909 si scese a meno di 2.000 nel 1919. Venne stabilita anche la distinzione tra detenuti comuni e politici, con norme meno severe per questi ultimi. Churchill si batté anche per impedire l’incarcerazione di minori tra i 16 e ei 21 anni allora frequentissima, sostituendola con esercizi fisici. Alla Camera dichiarò: “Il danno ricade solo sui figli delle classi lavoratrici. I figli delle altre classi commettono molti degli stessi reati […] senza che venga loro inflitta alcuna punizione”. Nel 1919 il numero dei minori di 21 anni in carcere si era ridotto a meno di 4.000, ma solo il Criminal Justice Bill del 1948 recepirà appieno le idee riformiste di Churchill.
Quando era ancora ministro del Commercio Churchill subì un’aggressione dalla suffragetta Theresa Garnett alla stazione di Bristol Temple Meads. La sua proposta per risolvere la questione fu quella di indire un referendum, ma l’idea non incontrò il favore di Asquith e del governo e la soluzione fu rimandata fino a dopo la prima guerra mondiale.

### Primo lord dell'ammiragliato (1911-1915)

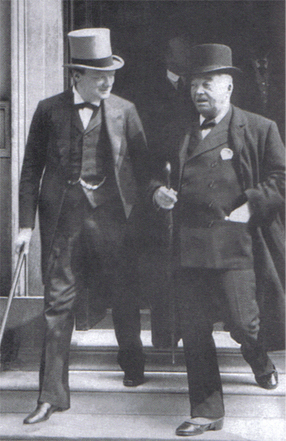
Churchill e l'ammiraglio John Fisher, 1913

Nel 1911 vi fu un rimpasto nel governo Asquith e Churchill divenne primo lord dell’ammiragliato in sostituzione di Reginald McKenna, il quale prese il suo posto come ministro dell’Interno. Nello stesso anno si verificò la crisi di Agadir, con la quale Churchill cominciò il suo volume di memorie sulla prima guerra mondiale intitolato “World Crisis” (crisi mondiale). Le sempre maggiori mire espansionistiche dell’Impero tedesco resero necessario un ampio programma di rafforzamento della Royal Navy, cui Churchill si dedicò alacremente sin dall’inizio del suo incarico. Il suo primo atto fu la sostituzione di tutti i lord commissari dell'ammiragliato; con l’aiuto del nuovo First Sea Lord sir Francis Bridgeman creò uno stato maggiore della marina e diede impulso a molte riforme. Fu un pioniere nello sviluppo dell'aviazione di marina (prese lui stesso lezioni di volo), ordinò la sostituzione delle bocche da fuoco navali con delle nuove da 381 mm, fece approntare nuove classi di navi, come le dreadnought della classe Queen Elizabeth, e gli incrociatori leggeri con cannoni da 152 mm della classe Arethusa. Un altro scelta decisiva fu quella di modificare i motori delle navi militari da combustibile a carbone in quelli a petrolio, il che rese necessario garantire un rifornimento continuo di questa materia prima. A questo scopo, Churchill negoziò e fece approvare alla Camera dei Comuni un contratto di acquisto da parte dello Stato della quota del 51 per cento della Anglo-Iranian Oil Company, con diritto di utilizzazione di tutto il petrolio estratto dalla compagnia. Riguardo alla corsa agli armamenti avviata dalla Germania, Churchill inizialmente propose di negoziare una moratoria di un anno alla costruzione di nuove navi da guerra, ma la proposta non venne considerata realistica. Nel 1912, in risposta alla legge navale tedesca di quell’anno che aumentava considerevolmente la flotta, Churchill propose al Gabinetto di finanziare la costruzione di due navi per ogni nuova nave tedesca, allo scopo di mantenere la superiorità navale sulla Germania.

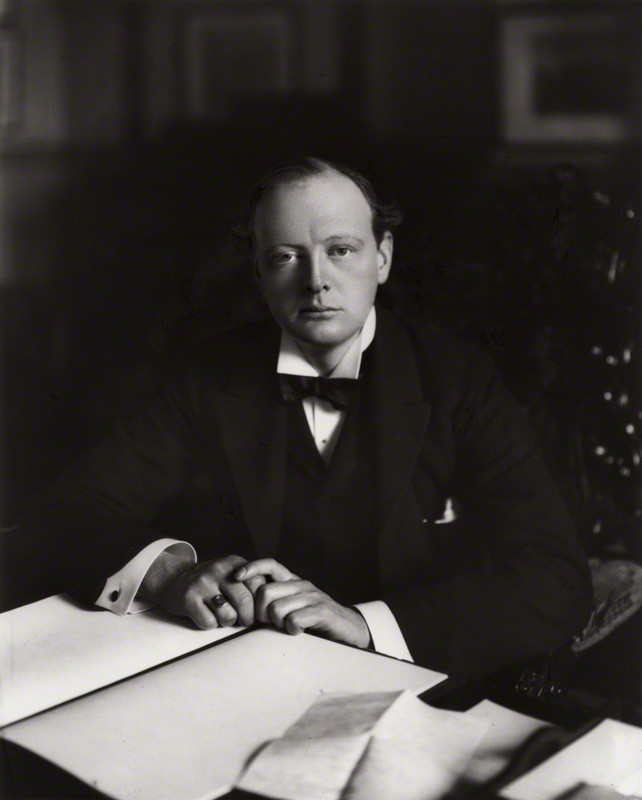
Churchill alla scrivania dell'Ammiragliato 1911

In queste riforme Churchill fu ispirato dall’ammiraglio John Fisher, che per molti anni era stato il motore dell’innovazione della Royal Navy. Nonostante i due avessero avuto screzi in passato riguardanti le spese per la marina e Fisher fosse andato in pensione nel 1910, Churchill lo stimava e lo consultava frequentemente sulle decisioni più importanti. Molte delle riforme di Churchill, come il passaggio dal carbone al petrolio e la costruzione di navi più potenti erano state sostenute anche da Fisher.
Sempre nel 1912 venne nuovamente presentato in Parlamento il disegno di legge per lo Home rule, ovvero la devoluzione di poteri all’Irlanda. Questo era stato un punto programmatico qualificante dei liberali sin dai tempi di Gladstone e inoltre dal 1910 i liberali dipendevano per la loro maggioranza dal supporto del Partito Parlamentare Irlandese. Al progetto di autonomia si opponevano strenuamente i conservatori e gli unionisti (uniti in unico partito dal 1911), i quali chiedevano che l’Ulster a maggioranza protestante venisse escluso dallo Home rule. In privato Churchill si espresse in favore di un compromesso, anche se pubblicamente si allineò al suo partito e fece campagna in favore dello Home rule sia tramite comizi che lettere aperte, in particolare dopo che un milione e mezzo di persone sottoscrisse l’Ulster Covenant di Edward Carson e si formò la milizia unionista degli Ulster Volunteers. Il sostegno di Churchill allo Home rule indignò particolarmente i conservatori, memori anche del fatto che suo padre era stato in prima fila nell’opposizione al progetto originario di Charles Stewart Parnell.
Mentre la crisi si acuiva e gli Ulster Volunteers avevano cominciato ad armarsi apertamente, Churchill dispose che una nave da battaglia facesse rotta per Belfast. La mossa, non concordata con il Gabinetto, fu revocata da Asquith due giorni dopo. Gli unionisti accusarono Churchill e il ministro della Guerra John Seely di voler forzare la mano alle milizie lealiste per porre l’Ulster sotto legge marziale. Quando si diffuse la voce che il governo volesse mobilitare l’esercito contro i lealisti si verificò l’episodio noto come “incidente di Curragh”, quando la guarnigione di stanza nel luogo si ammutinò in segno di protesta contro i piani governativi. L’incidente condusse alle dimissioni di Seely e a una crisi di governo che portò ad un intervento diretto del re Giorgio V come mediatore fra le parti.
Churchill mostrò in quest’occasione quella che sarà anche in futuro la sua tattica: mostrarsi sempre irremovibili davanti all’avversario per giungere alle trattative da una posizione di forza. Come scrisse in “My early life”:
(Winston Churchill)

## Prima guerra mondiale (1914-1918)

### Verso il conflitto
(Churchill alla moglie Clementine, 1914)

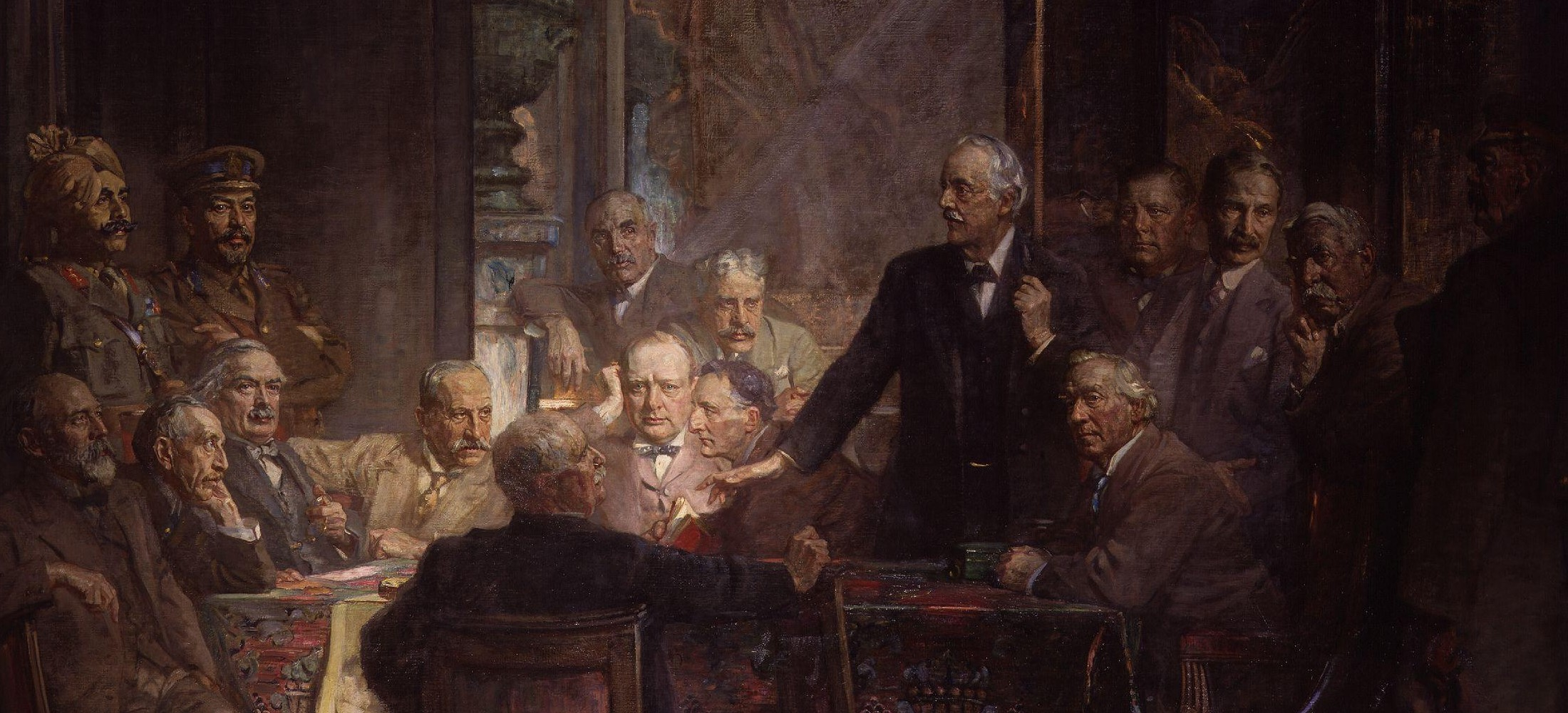
Churchill (seduto al centro) a una seduta dell'Imperial War Cabinet, 1914, di James Guthrie

Nelle fasi che seguirono immediatamente l’ultimatum austriaco alla Serbia (23 luglio 1914), l’atteggiamento di Churchill e in generale del governo britannico fu piuttosto ottimista circa lo sviluppo pacifico della crisi. Partito per le vacanze al mare a Norfolk con la famiglia, rimase in comunicazione telefonica con il First Sea Lord Luigi di Battenberg, con il quale si accordò per non disperdere la flotta. Il 28 luglio pranzò con il suo vecchio rivale Kitchener e lo stesso giorno Asquith nominò quest'ultimo ministro della Guerra. Al precipitare della crisi, la gran parte dei deputati liberali si mostrò ostile ad un intervento britannico a fianco della Francia in caso di guerra. Churchill scrisse a un collega: “Nella misura in cui non vi è un impegno sottoscritto per trattato o non è in gioco un reale interesse britannico sono d’accordo con voi che dovremmo restare neutrali. Le dispute sui Balcani non sono affar nostro. Abbiamo fatto del nostro meglio per mantenere la pace e continueremo a farlo. Ma lo svolgersi degli eventi è inquietante”. Il 1 agosto Churchill si incontrò con alcuni esponenti conservatori, come l’amico F.E. Smith e Max Aitken, un tycoon canadese che sarà ministro dell’aeronautica durante la seconda guerra mondiale. Anni dopo Churchill ricordò l’episodio così: “La tensione si stava facendo insopportabile. Dovevo incontrare il Primo ministro alle undici e nel frattempo non c'era nulla da fare. Ci sedemmo attorno a un tavolo e iniziammo a giocare a bridge. Le carte erano appena state distribuite quando arrivò un messaggio riservato del ministero degli Esteri. Lo aprii e lessi: “La Germania ha dichiarato guerra alla Russia””. Il giorno seguente il ministro degli Esteri Edward Grey parlò alla Camera dei Comuni annunciando che se la Germania avesse invaso il Belgio la Gran Bretagna avrebbe considerato violato il trattato del 1839 stipulato con la Prussia e sarebbe pertanto entrata in guerra. Terminato il discorso, lui e Churchill lasciarono insieme l'aula; Churchill chiese a Grey: “Ora che cosa accadrà?” e Grey rispose: “Ora manderemo loro un ultimatum perché cessino l'invasione del Belgio nel giro di 24 ore”. La scadenza dell'ultimatum era stata fissata alla mezzanotte del 4 agosto; Churchill diede disposizione alla flotta schierata nella Manica di non attaccare navi tedesche fino a quell'ora. Scaduto l’ultimatum Gran Bretagna e Germania entrarono in guerra.

### Da Anversa ai Dardanelli

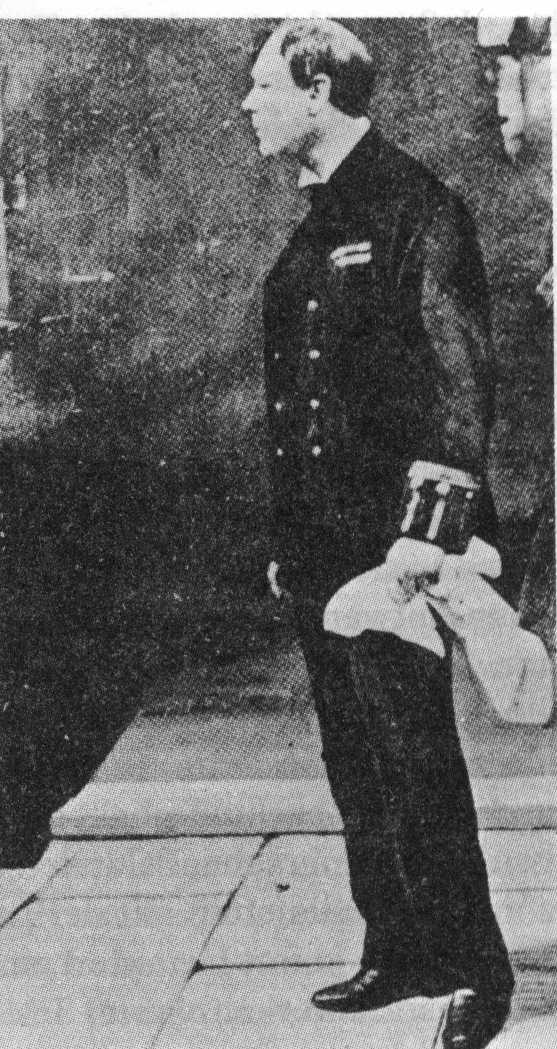
Churchill ad Anversa ispeziona le difese, 1914

Il 3 ottobre Churchill giunse ad Anversa accompagnato dall'ammiraglio Henry Oliver e ispezionò immediatamente le difese della città assediata dai tedeschi. Promise ai belgi rinforzi britannici e richiese l'invio di due brigate; il 4 ottobre Churchill offrì di dare le dimissioni dal Gabinetto per prendere il comando dell'appena formata Royal Naval Division, ma l'offerta venne rifiutata. Lo stesso giorno giunse ad Anversa una brigata di Royal Marines, seguita da altre due composte da riservisti senza addestramento; il comando delle operazioni fu preso dal generale Henry Rawlinson. Churchill fece ritorno a Londra, ma il 10 ottobre Anversa fu presa dai tedeschi. I giornali conservatori come il Morning Post attaccarono aspramente Churchill e anche Asquith lo criticò. In realtà, la responsabilità per l'invio di reclute inesperte, che fu la causa principale della sconfitta, è da ascriversi a Kitchener; inoltre, la difesa di Anversa rallentò di varie settimane l'avanzata tedesca permettendo di mettere in sicurezza Calais e Dunkerque. Sempre interessato alla sviluppo tecnologico, nel 1915 Churchill finanziò anche, su suggerimento del colonnello Maurice Hankey, i primi progetti di costruzione del carro armato attraverso l'istituzione di Landships Committee che supervisionarono la progettazione di due prototipi.

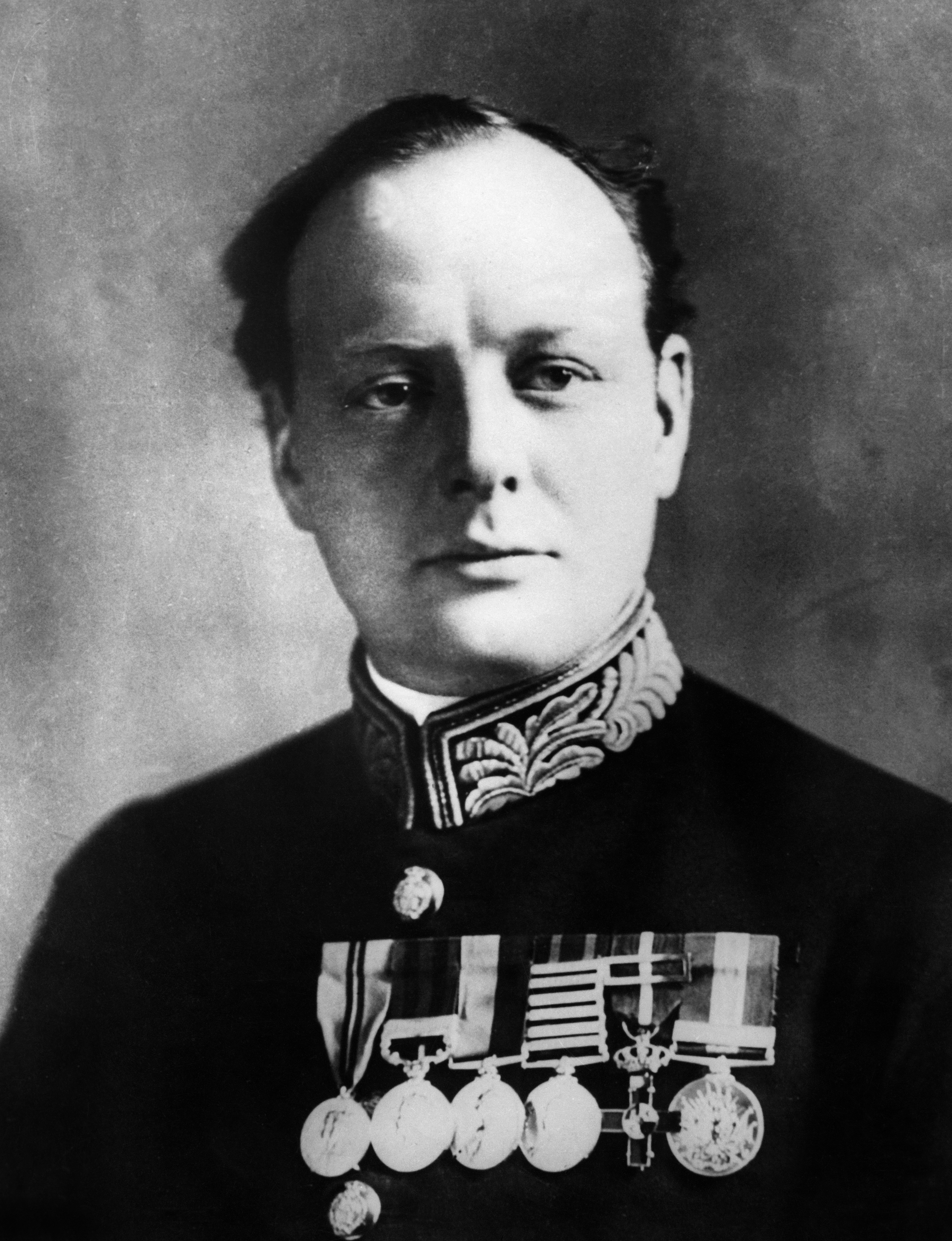
Churchill nell'uniforme di Primo Lord dell'Ammiragliato 1914

Verso la fine del 1914 gli alti comandi britannici cominciarono a discutere un piano per costringere alla resa l'Impero ottomano e colpire gli Imperi centrali nell'area danubiana. L'ex colonnello dei Marines Maurice Hankey e John Fisher cominciarono a discutere un progetto di attacco navale e terrestre concertato con i greci nei Dardanelli, facendone partecipe anche Churchill tramite una lettera. Nello stesso periodo anche l'ambasciatore russo richiese un atto dimostrativo britannico che inducesse i turchi ad alleggerire la pressione sul Caucaso. I consiglieri dell'ammiragliato interpellati da Churchill si dimostrarono tuttavia scettici sulla riuscita di un'operazione puramente navale, ma alla riunione del gabinetto di Guerra Kitchener insisté per un'operazione negli stretti turchi. Il 12 gennaio 1915 il consiglio di guerra dell'ammiragliato presieduto da Fisher ricevette un telegramma dell'ammiraglio Sackville Carden che informava come fosse possibile portare a termine un'operazione di conquista di Costantinopoli in un mese circa. Il 26 gennaio successivo Churchill ottenne anche l'appoggio francese all'operazione, ma Fisher cominciò a mostrarsi titubante; tuttavia Kitchener lo informò che era "l'unico dissenziente e che l'operazione dei Dardanelli era stata decisa dal primo ministro". Il mattino del 19 febbraio la flotta di Carden cominciò i bombardamenti dei forti sullo stretto, ma alla riunione del giorno seguente Kitchener comunicò che la XXIX divisione destinata allo sbarco doveva essere spostata in Francia per far fronte all'offensiva tedesca. Per questo, Churchill comunicò a Carden di proseguire il cannoneggiamento aspettando l'intervento di truppe di terra una volta che questo avesse avuto successo. Nonostante le sollecitazioni di Asquith, Kitchener fu irremovibile nel non concedere la XXIX divisione per lo sbarco. Il 28 febbraio il comandante in capo dell'esercito russo, granduca Nicola, informò gli alleati che in caso di forzatura degli stretti la Russia avrebbe inviato 47.000 uomini per attaccare Costantinopoli dal Mar Nero; il 1 marzo anche i greci promisero di inviare 60.000 uomini contro i turchi, riaccendendo così la fiducia di Churchill nell'operazione. Anche Kitchener tornò sulle sue posizioni e in base a messaggi intercettati ai tedeschi si seppe che i forti turchi sullo stretto erano a corto di munizioni, cosa che indusse Fisher a consigliare un attacco immediato. Tuttavia Carden informò Churchill che le operazioni di sminamento procedevano a fatica a causa dell'intenso fuoco turco. Churchill allora gli consigliò di rallentare le operazioni di attacco, ma Carden intendeva scatenare l'assalto il 18 marzo. Due giorni prima tuttavia cedette il comando per motivi di salute all'ammiraglio John de Robeck. Questi, alle 10.45 del 18 marzo lanciò l'attacco con sei corazzate inglesi e quattro francesi e all'1.45 le batterie costiere turche erano annientate. Tuttavia la corazzata francese Bouvet urtò contro una mina e venne affondata. Nel complesso l'attacco non aveva avuto un completo successo, perché i campi minati erano ancora presenti e l'artiglieria mobile turca continuava a rispondere al fuoco. L'attacco da terra doveva essere rimandato e de Robeck interruppe l'assalto navale, anche a causa del maltempo. A questo punto l'iniziativa passò da Londra ai comandanti in loco, in particolare Kitchener e Ian Hamilton.
(Martin Gilbert)
A seguito dell'insuccesso i conservatori, che non avevano dimenticato il cambio di campo nel 1905 attaccarono Churchill attribuendogli imprudenza nella conduzione delle operazioni. Con l'arrivo della XXIX divisione il 25 aprile 1915 cominciarono le operazioni di sbarco della campagna di Gallipoli, che coinvolsero anche l'ANZAC (Australian and New Zealand Army Corps) e due divisioni francesi, ma la maggior parte degli uomini rimase bloccata sulle spiagge esposti al fuoco delle mitragliatrici turche. Dopo cinque giorni di combattimenti le teste di ponte erano state consolidate, ma le truppe non riuscirono a sfondare le difese turche. Il First Sea Lord John Fisher si scontrò duramente con Kitchener, il quale pretendeva che la flotta continuasse ad appoggiare le truppe di terra, mentre Churchill e Asquith cercavano di mediare tra i due. Il fallimento dell'operazione era comunque ormai delineato.

### Al fronte

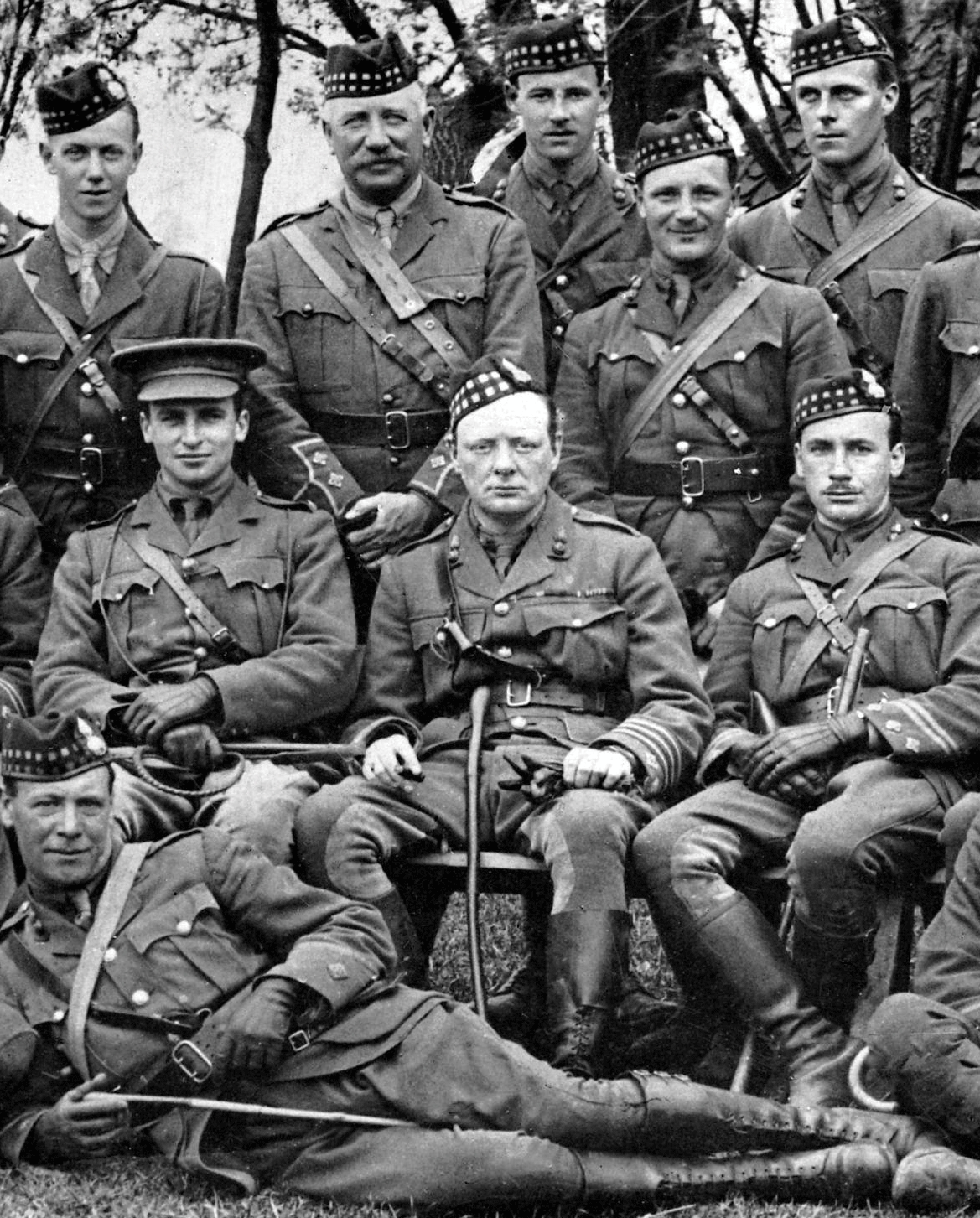
Churchill (al centro) al comando del VI battaglione dei Royal Scots Fusiliers, 1916

Il governo liberale di Asquith era sempre più indebolito da una conduzione della guerra fino a quel momento di scarso successo. In conseguenza della crisi di Gallipoli si dimise anche il First Sea Lord John Fisher e ciò provocò una crisi di governo. I giornali conservatori chiesero la formazione di un governo di coalizione, ma i Tories pretesero che Churchill venisse estromesso dalla compagine ministeriale. Nonostante abbandonasse l'ammiragliato, venne nominato cancelliere del ducato di Lancaster e membro del "Dardanelles Committe". In questa veste continuò ad avere un ruolo nella direzione della campagna turca, con il tentativo di sbarco (poi fallito) alla baia di Suvla. Quando, nonostante il parere contrario di Churchill, venne ordinata l'evacuazione del corpo di spedizione, egli rassegnò le sue dimissioni (15 novembre). Il leader conservatore Andrew Bonar Law dichiarò in quest'occasione: "Ha i difetti delle sue qualità, e queste sono grandi, come grande è l'ombra che proiettano; ma dichiaro a ragion veduta che egli, per facoltà intellettive ed energia vitale, è uno degli uomini più eminenti del nostro Paese.".
Churchill a questo punto riprese servizio nell'esercito, pur rimanendo parlamentare, come tenente colonnello del VI battaglione dei Royal Scots Fusiliers. Durante il suo periodo al comando Churchill e il suo battaglione furono di stanza a Ploegsteert, ma non presero parte ad azioni sul campo. Churchill mostrò interesse per le condizioni dei suoi uomini, emanando severe disposizioni igieniche e deplorando gli assalti frontali che portavano a carneficine inutili. Si espose anche in prima persona facendo frequenti escursioni nella terra di nessuno. L'ufficiale Jock MacDavid, allora appena diciottenne, ricordò: "Non ho mai visto un ufficiale darsi tanta pena per cercare di ispirare ed ottenere fiducia. Per la verità ispirava fiducia conquistandola". Un giorno, mentre Churchill e gli ufficiali erano seduti a tavola dopo pranzo bevendo caffè e Porto, una granata esplose e per poco Churchill non perse la mano destra. Schieratosi all'opposizione del nuovo governo, il 7 marzo 1916 tenne un discorso in cui attaccava il nuovo Primo Lord dell'Ammiragliato Arthur Balfour e chiedeva il ritorno di Fisher. Il 3 maggio il suo battaglione venne accorpato alla XV divisione e Churchill, deciso a rientrare in politica a tempo pieno, chiese di essere congedato. Il 6 maggio diede un pranzo di commiato a tutti i suoi ufficiali e uno di loro ricordò: "Credo che tutti i presenti abbiano vissuto la partenza di Winston Churchill come una vera perdita personale".

### Ministro degli Approvvigionamenti
(Winston Churchill 1918)

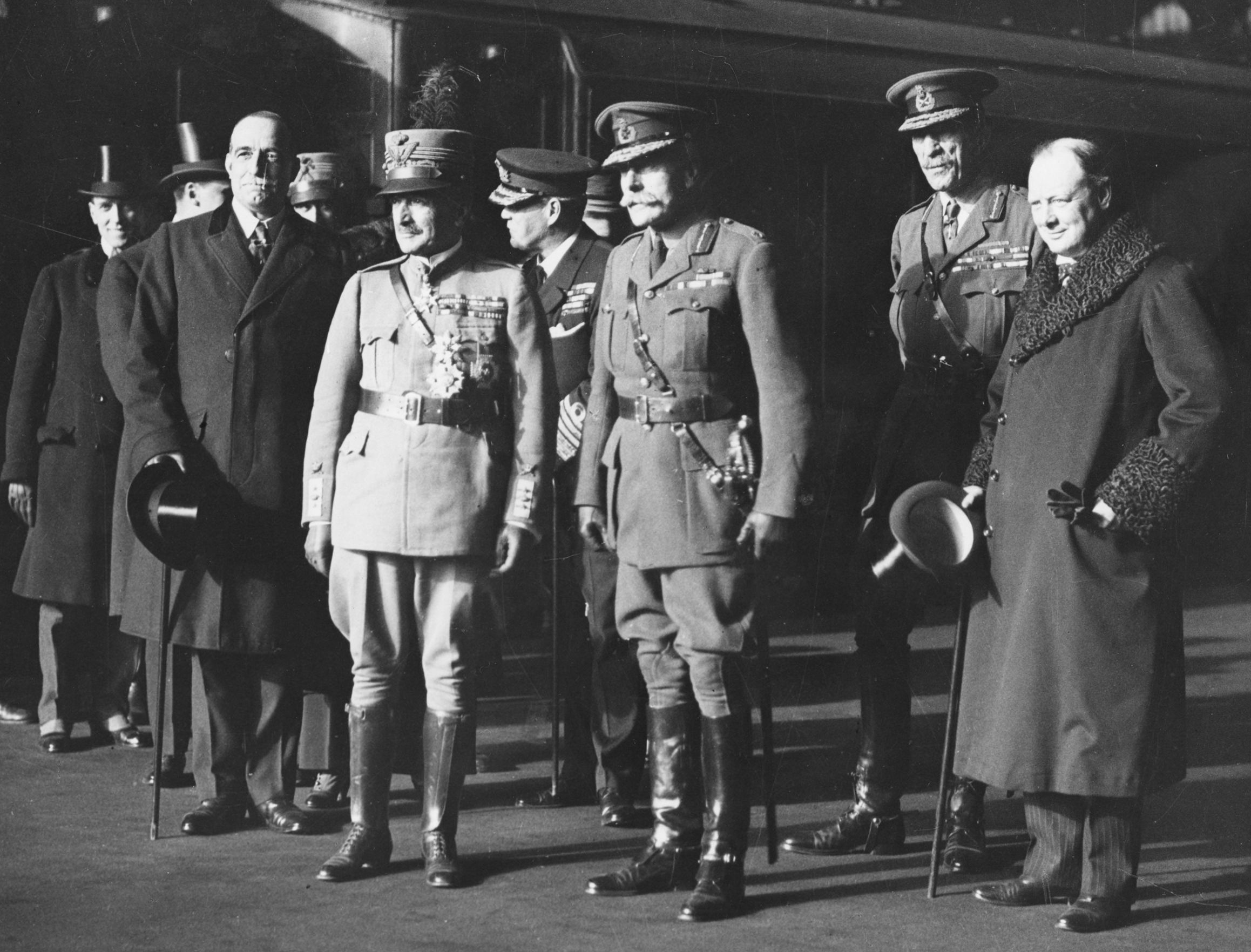
Churchill (primo da destra) con il maresciallo Douglas Haig e Armando Diaz, 1918

Con la caduta di Asquith e la nomina del suo vecchio amico Lloyd George a primo ministro, Churchill tornò al governo come ministro degli Approvvigionamenti, su suggerimento del suo predecessore Christopher Addison. La nomina suscitò le ire della stampa conservatrice e di alcuni ministri, come il conte di Derby, ma Lloyd George ignorò tali opposizioni. Churchill poteva anche godere dell'appoggio del capo gruppo liberale ai Comuni, Frederick Guest, che era suo cugino. Come ministro Churchill dimostrò nuovamente instancabile attivismo e competenza amministrativa. Il 15 agosto 1916 Churchill presentò alla Camera un disegno di legge che tutelava particolarmente le libertà sindacali dei lavoratori dell'industria bellica dichiarando che la guerra non avrebbe potuto essere vinta senza "l'appoggio della grande massa delle classi lavoratrici di questo Paese". Scrisse inoltre a Lloyd George a proposito del nuovo incarico:
(Winston Churchill 1917)
Riprese anche a sostenere la produzione di carri armati. Churchill dispose inoltre il coordinamento con gli alleati francesi e italiani per fornitura di materiale bellico, incontrandosi con Georges Clemenceau e il maresciallo Douglas Haig e recandosi per cinque volte in Francia tra novembre 1916 e marzo 1917. Nel 1917 anche gli Stati Uniti entrarono in guerra e Churchill prese contatto con il commissario dell'American War Industries Board Bernard Baruch per ottenere i rifornimenti bellici necessari a sostenere le offensive finali degli Alleati. Il 12 ottobre le truppe austro-tedesche sfondarono il fronte italiano a Caporetto. Churchill dovette di conseguenza aumentare la produzione di armamenti da inviare sul fronte italiano per sostenere lo sforzo degli alleati. Il 18 novembre si recò a Parigi ed ebbe tre giorni di colloqui con i comandi francesi e con il capo di stato maggiore Armando Diaz per coordinare le forniture militari.

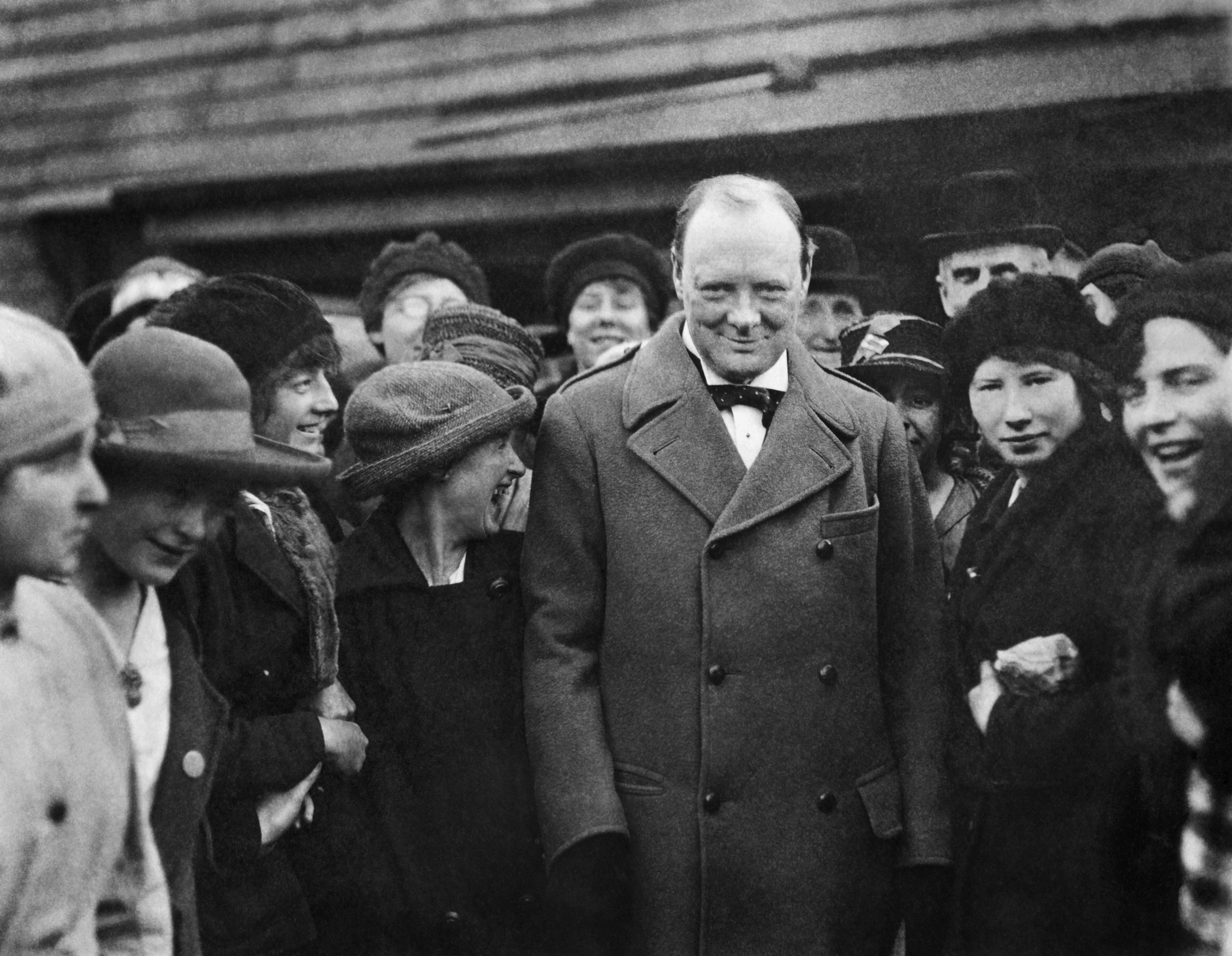
Churchill con un gruppo di operaie di una fabbrica di armamenti 1918

Tra le altre cose dispose anche di abolire il limite precedentemente posto alla produzione di bombardieri e aumentò la produzione di motori per aerei, dando decisiva priorità all'arma aerea la quale , a suo dire, costituiva un appoggio indispensabile alla fanteria. Quando nel marzo del 1917 cominciò l'ultima disperata offensiva tedesca Churchill rappresentò il coordinamento tra il governo britannico e i comandi francesi; il generale Henry Wilson lo definì "un uomo d'oro durante una crisi". Nello stesso periodo era scoppiata anche la rivoluzione d'ottobre in Russia. A differenza dell'atteggiamento che lo contraddistinguerà negli anni seguenti, Churchill non si mostrò da subito anti-bolscevico. Al contrario, ritenne che l'alleanza degli occidentali con una Russia comunista potesse rimanere in piedi:
(Winston Churchill 1917)
Tuttavia quando il 31 agosto 1918 i bolscevichi attaccarono l'ambasciata britannica a San Pietroburgo e uccisero l'attaché della marina Francis Cromie, amico di Churchill, auspicò:"La punizione diventerà un obiettivo importante della politica britannica, che verrà tenuto presente in tutte le fasi della guerra e degli accordi". Come scrisse anche Haig, Churchill era riuscito ad incrementare enormemente la produzione bellica, raddoppiando il numero di cannoni e aerei perduti durante l'offensiva tedesca che consentirono agli Alleati di ottenere una decisiva superiorità sui tedeschi nella fase finale della guerra. Nell'autunno del 1918 la vittoria degli Alleati era ormai certa; il 10 novembre Lloyd George riunì il Gabinetto per discutere i termini della resa tedesca. La maggior parte dei ministri si dichiarò per imporre una smobilitazione immediata dell'esercito tedesco, ma Churchill consigliò prudenza: "Potremmo dover ricostruire l'esercito tedesco. È importante che la Germania rimanga in piedi per evitare la diffusione del bolscevismo.". La sera del giorno seguente, in cui venne annunciata la resa tedesca e la vittoria britannica, Churchill cenò con Lloyd George, F.E. Smith e sir Henry Wilson; Lloyd George propose di fucilare il Kaiser come criminale di guerra, ma Churchill si oppose.

## Anni ruggenti (1919-1930)

### Ministro della Guerra e dell'Aviazione (1919-1921)

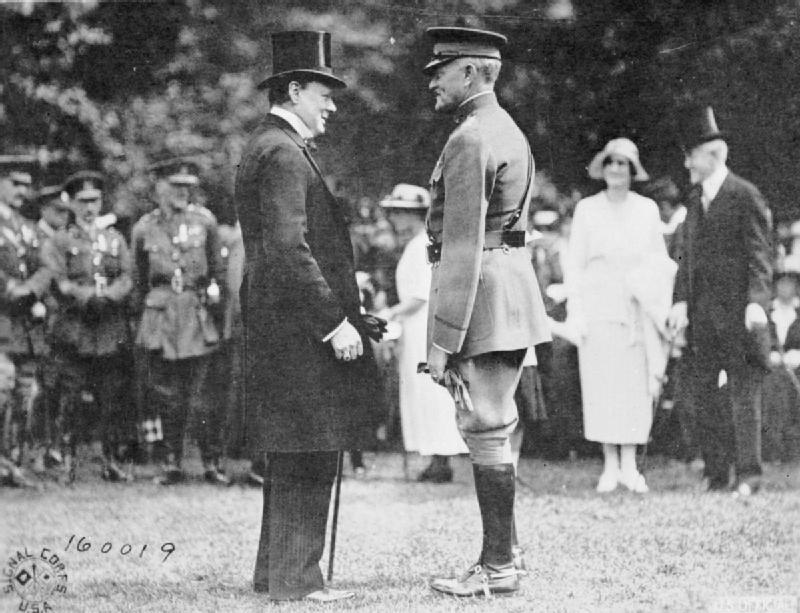
Churchill con il generale John Pershing a Londra durante la Parata della Vittoria (1919)

Nel 1919 dopo le elezioni generali del 1918 che assegnarono una vittoria schiacciante alla coalizione di Lloyd George, Churchill divenne ministro della Guerra e dell'Aviazione, unendo i due dipartimenti in precedenza autonomi.
Il suo primo incarico fu quello di organizzare la smobilitazione dei combattenti. Il progetto preesistente prevedeva che i primi ad essere congedati avrebbero dovuto essere i lavoratori dell'industria, ma ciò in pratica significava che quelli che avevano combattuto per il periodo più breve (poiché gli operai erano stati arruolati solo nelle ultime fasi del conflitto) sarebbero stati smobilitati per primi; ciò aveva provocato scontri e rivolte e addirittura alcuni veterani avevano dato fuoco al municipio di Luton. Churchill quindi modificò il progetto e diede la priorità ai veterani che avevano servito più a lungo. A Glasgow scoppiarono scioperi e rivolte e Churchill propose di richiamare quattro divisioni dalla Renania per domare i moti.
Fu anche il principale artefice della c.d. "regola dei dieci anni" (Ten Years Rule), la quale prevedeva che il Tesoro avrebbe assunto il controllo delle spese della Difesa per i successivi dieci anni, sulla base del fatto che in tale periodo non ci sarebbero stati nuovi conflitti europei su larga scala. Ridusse considerevolmente la Royal Air Force, mantenendo solo quattro squadroni domestici e diciotto nei territori imperiali e rigettò la proposta di un supporto governativo per l'aviazione civile. Basil Liddell Hart commentò: "Era ansioso di dare un nuovo inizio agli affari politici, e la migliore occasione risiedeva nel taglio alle spese militari.". Nel 1919 il colonnello Dyer si macchiò del massacro di Amritsar facendo sparare su una folla di civili indiani disarmati. Churchill definì l'episodio "una mostruosità" e in qualità di ministro della guerra ottenne la condanna di Dyer. Alla Camera illustrò dettagliatamente i fatti e ottenne una votazione a larga maggioranza di censura dell'operato del militare.
Nel 1919, la Gran Bretagna e gli Stati Uniti firmarono un trattato di alleanza con la Francia che però il Senato degli Stati Uniti rifiutò di ratificare, affossando così sul nascere la proposta alleanza anglo-franco-americana. Nel luglio 1921, Churchill sostenne alla conferenza imperiale dei dominions che nonostante il disimpegno americano la Gran Bretagna avrebbe dovuto stipulare un'alleanza militare difensiva con la Francia per garantire la sicurezza post-bellica. Churchill sostenne inoltre che alla conferenza di pace di Parigi americani e britannici erano riusciti con successo a impedire che la Francia si annettesse la Renania, creando così un dovere morale di un impegno anglo-americano in Europa, dato che i francesi avevano rinunciato alla Renania in cambio di una garanzia della Gran Bretagna e degli Stati Uniti per la propria sicurezza che però non avevano ottenuto. Tuttavia l'idea di Churchill di un'alleanza anglo-francese fu rigettata dai dominions, poiché le opinioni pubbliche erano contrarie a impegni in Europa.
Uno degli episodi che maggiormente segnarono il suo mandato al War Office fu l'intervento alleato nella rivoluzione russa. Forze britanniche erano presenti a Murmansk in Siberia e a guardia della ferrovia di Baku prima che Churchill entrasse in carica. Il Gabinetto era diviso, senza una chiara linea politica. Lloyd George aveva proposto una politica di mediazione tra le varie fazioni in lotta, che porterà al fallito Prinkipo Plan del presidente Thomas Woodrow Wilson, ma quando l'Armata Rossa attaccò le forze britanniche si decise per una linea di "difesa attiva" (Forward defence).

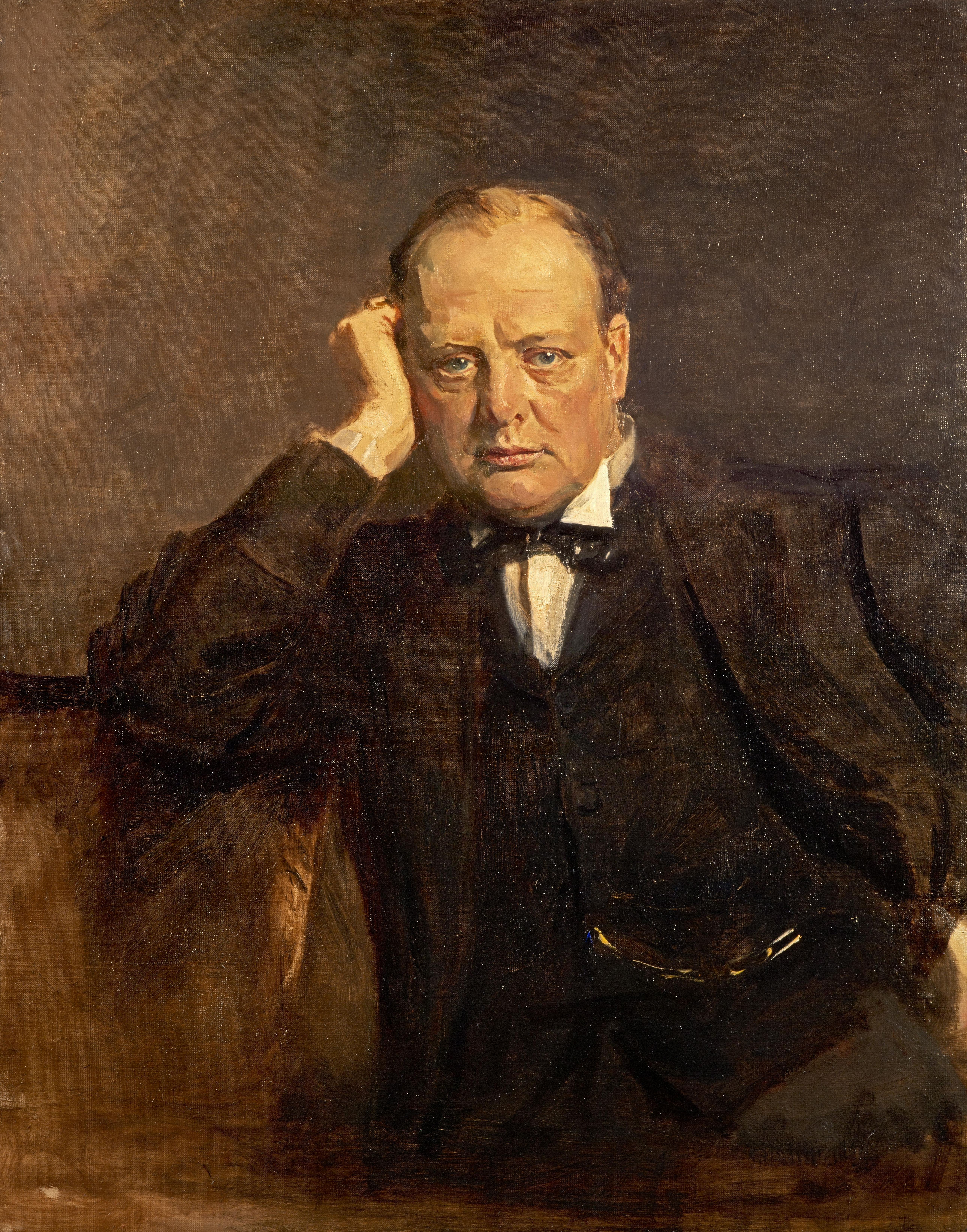
Churchill ritratto da James Guthrie 1919

Churchill era un accanito sostenitore dell'intervento, avendo dichiarato che il bolscevismo andava "strangolato nella culla". Si assicurò, contro un Gabinetto diviso e incerto la prosecuzione e l'intensificazione dell'intervento britannico, contro il parere della maggioranza dei gruppi parlamentari e l'ostilità aperta del Partito laburista. Il 14 gennaio 1919 Churchill inviò a tutti i comandanti delle forze britanniche un memorandum segreto in cui chiedeva se l'esercito avrebbe potuto essere impiegato in Russia, in caso di scioperi e l'opinione dei soldati verso i sindacati; una copia venne pubblicata sul Daily Herald. In febbraio tentò di ottenere l'appoggio americano e alleato per un intervento su larga scala e in aprile si batté per un approccio più offensivo invece che puramente difensivo, cercando di portare all'unione fra il corpo di spedizione britannico e l'Armata Bianca dell'ammiraglio Kolčak stanziata nell'est del Paese. In maggio, quando non riuscì ad ottenere l'approvazione del Gabinetto per espandere la British-Slavo Legion avocò a sé la materia e provvide comunque, informando il Gabinetto solo a cose fatte. Quando in luglio le forze di Kolčak si ritirarono Churchill informò il Governo che i bolscevichi erano in grado di minacciare Polonia, Romania e Cecoslovacchia. Fino alla evacuazione finale delle forze alleate, Churchill continuò a sostenere le ragioni dei bianchi anticomunisti. Ancora nel 1920, dopo che le forze britanniche erano state completamente ritirate, Churchill fece inviare armi e munizioni ai polacchi impegnati in guerra contro i bolscevichi (guerra conclusasi vittoriosamente con la battaglia di Varsavia).
La sua decisa attività anticomunista portò ad una rottura con Lloyd George che non si sarebbe mai rimarginata, a critiche dalla stampa e a ulteriore ostilità dei laburisti.

#### Valutazioni sul sionismo
Nel contesto dell'opposizione al comunismo si inserisce anche l'ambivalente atteggiamento dimostrato da Churchill in questa fase verso gli ebrei. Amico personale di molti ebrei, come già il padre, Churchill denunciò da subito la massiccia presenza ebraica ai vertici del movimento bolscevico, tanto da suscitare le proteste di Claude Montefiore, un leader del movimento ebraico liberale. Churchill gli rispose:
(Winston Churchill a Claude Montefiore, 1920)
L'8 febbraio 1920 Churchill pubblicò sull'Illustrated Sunday Herald un articolo intitolato Zionism versus Bolshevism. The struggle for the soul of the Jewish people ("Sionismo contro bolscevismo. Lo scontro per l'anima del popolo ebraico"), nel quale tratteggiò da principio un elogio del popolo ebraico:
(Winston Churchill 1920)
Una volta liberati dai ghetti, gli ebrei, sempre nelle parole di Churchill, hanno intrapreso tre percorsi storici: l'assimilazione, il sionismo e il bolscevismo. Churchill si dichiarava in favore dei primi due, condannando invece il terzo. Nelle sue parole, Lev Trockij, Béla Kun, Rosa Luxemburg ed Emma Goldman erano gli agenti di una "cospirazione mondiale per abbattere la civiltà e per la costruzione di una società basata su invidiosa malevolenza e impossibile ugualitarismo". La contrapposizione individuata da Churchilli era dunque quella tra un'anima apolide e rivoluzionaria dell'ebraismo incarnata dai bolscevichi e un'anima invece nazionalista incarnata dai sionisti, verso i quali simpatizzava. Churchill attribuì le ragioni di quest'anima rivoluzionaria alla secolare persecuzione cui gli ebrei erano stati sottoposti:
(Winston Churchill 1920)

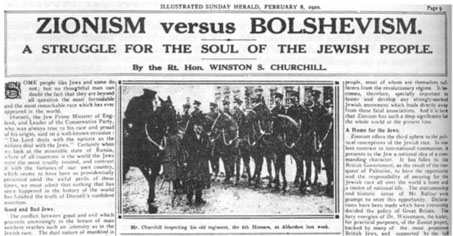
Zionism versus Bolshevism, 1920

Per questo motivo, sempre nello stesso articolo, sosteneva la necessità di appoggiare il sionismo e la costruzione di uno Stato ebraico come antidoto alle tendenza "distruttive" generate nell'ebraismo dalle persecuzioni antisemite, una posizione fatta propria dallo stesso leader sionista Chaim Weizmann. Non si trattava di un'idea isolata: anche un teorico di estrema destra e dichiaratamente antisemita come Georges Sorel provò simpatia per il sionismo, in quanto movimento rappresentativo di un ebraismo "nazionalista".
(Winston Churchill 1920)
La storiografia si è divisa sulla valutazione del rapporto di Churchill con il sionismo e con gli ebrei in generale: secondo Martin Gilbert, Churchill fu sempre un sincero amico e sostenitore degli ebrei e della causa sionista, per ragioni derivanti dalla sua amicizia personale con molti importanti esponenti della comunità ebraica e anche perché, come rappresentante di Oldham, collegio con un folto elettorato ebraico, aveva imparato a valutare con molta attenzione il peso politico delle organizzazioni ebraiche; secondo altri, invece, come Michael J. Cohen, l'atteggiamento di Churchill fu determinato essenzialmente da ragioni di opportunità politica: Churchill vedeva semplicemente una coincidenza di interessi tra le ambizioni sioniste e le necessità imperiali della Gran Bretagna, in particolare il disimpegno militare nel quadrante medio-orientale. La presenza di un "focolare" ebraico, ideologicamente ispirato a valori laici e occidentali, avrebbe garantito stabilità a una regione calda permettendo alla Gran Bretagna di impegnare direttamente risorse militari in altre zone nevralgiche (come l'India e l'Asia centrale, soprattutto davanti al nuovo attore sovietico).

#### Insurrezioni in Irlanda e nei territori d'oltremare
In questo periodo scoppiò anche la guerra d'indipendenza irlandese e Churchill organizzò le forze contro-insurrezionali dei Black and Tans, composte da ex veterani dell'esercito e particolarmente dure nella repressione delle attività dell'IRA. La tattica era sempre quella di costringere l'avversario a trattare da una posizione di superiorità: "Desidero unire un furioso assalto con l'offerta più generosa". Churchill difese le milizie, affermando che godevano della stessa libertà della polizia di New York o Chicago nell'affrontare bande armate. Come scrisse al leader conservatore Bonar Law:
(Winston Churchill 1920)

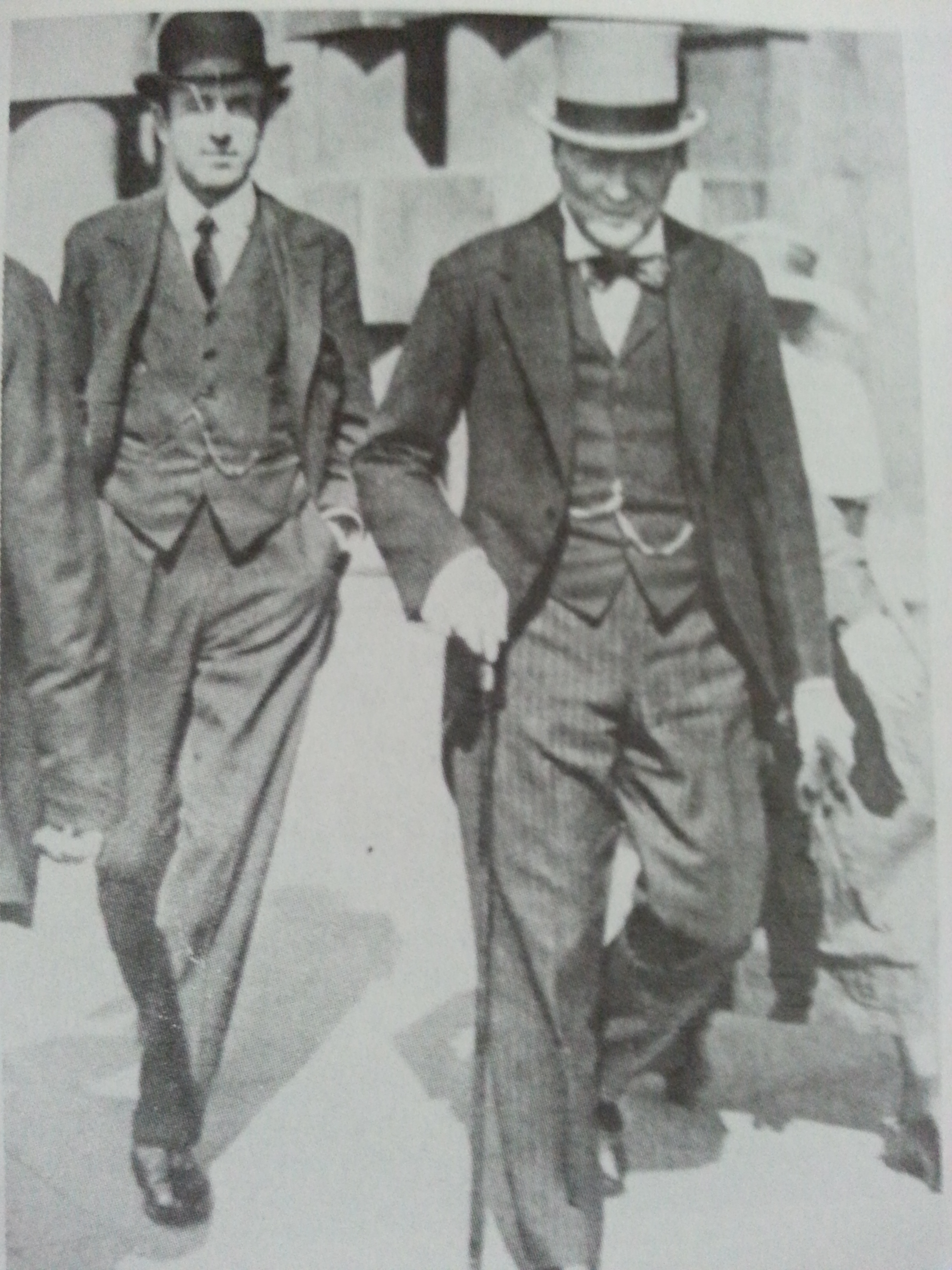
Churchill con il cugino lord Londonderry nel 1920, all'epoca suo sottosegretario al Ministero dell'Aviazione

Nel 1920 sconfisse anche le insurrezioni scoppiate nella Somalia britannica e in Iraq, attraverso l'uso combinato di truppe di terra e aviazione. In Iraq Churchill autorizzò anche espressamente l'uso di gas non letali per disperdere gli insorti. In una famosa minuta dichiarò:
(Winston Churchill, 1920)
La maggior parte degli storici concorda sul fatto che la dichiarazione avesse principalmente valore propagandistico, allo scopo di intimidire i rivoltosi e indurli alla resa. Infatti, sebbene rifornimenti di armi chimiche fossero giunti in Mesopotamia, difficoltà pratiche impedirono di usarli.
Nel 1920 Churchill fu critico nei confronti della decisione di Lloyd George e degli altri capi alleati di smantellare l'Impero ottomano, decisione formalizzata con le risoluzioni della conferenza di Sanremo di quell'anno. In particolare, ritenne che il sistema dei mandati mediorientali avrebbe impantanato la Gran Bretagna distogliendo risorse militari da destinare invece ai territori storici dell'Impero britannico come l'India. Churchill fu anche critico verso la natura punitiva del trattato di Sèvres stipulato con l'Impero ottomano, facendosi invece assertore di una politica conciliante verso la Turchia kemalista. Secondo Michael Makovsky "Churchill riteneva che una politica di distensione verso il sultano ottomano, che era anche il califfo dell'Islam, fosse un'intelligente politica imperiale". Tuttavia, l'acceso filellenismo di Lloyd George impedì che il governo britannico sposasse le politiche di Churchill. Come sottolinea Martin Gilbert: "Preoccupato soprattutto dall'economia, Churchill temeva l'ostilità islamica, e avvisò che la politica di questi due territori (Palestina e Mesopotamia) poteva diventare estremamente dispendiosa se non si fosse trovato un accordo con la Turchia. Poiché non voleva che il budget della Difesa fosse drenato dai conflitti mediorientali, aveva consigliato una politica di disimpegno e ritiro".

### Ministro delle Colonie (1921-1922)

#### Geopolitica mediorientale

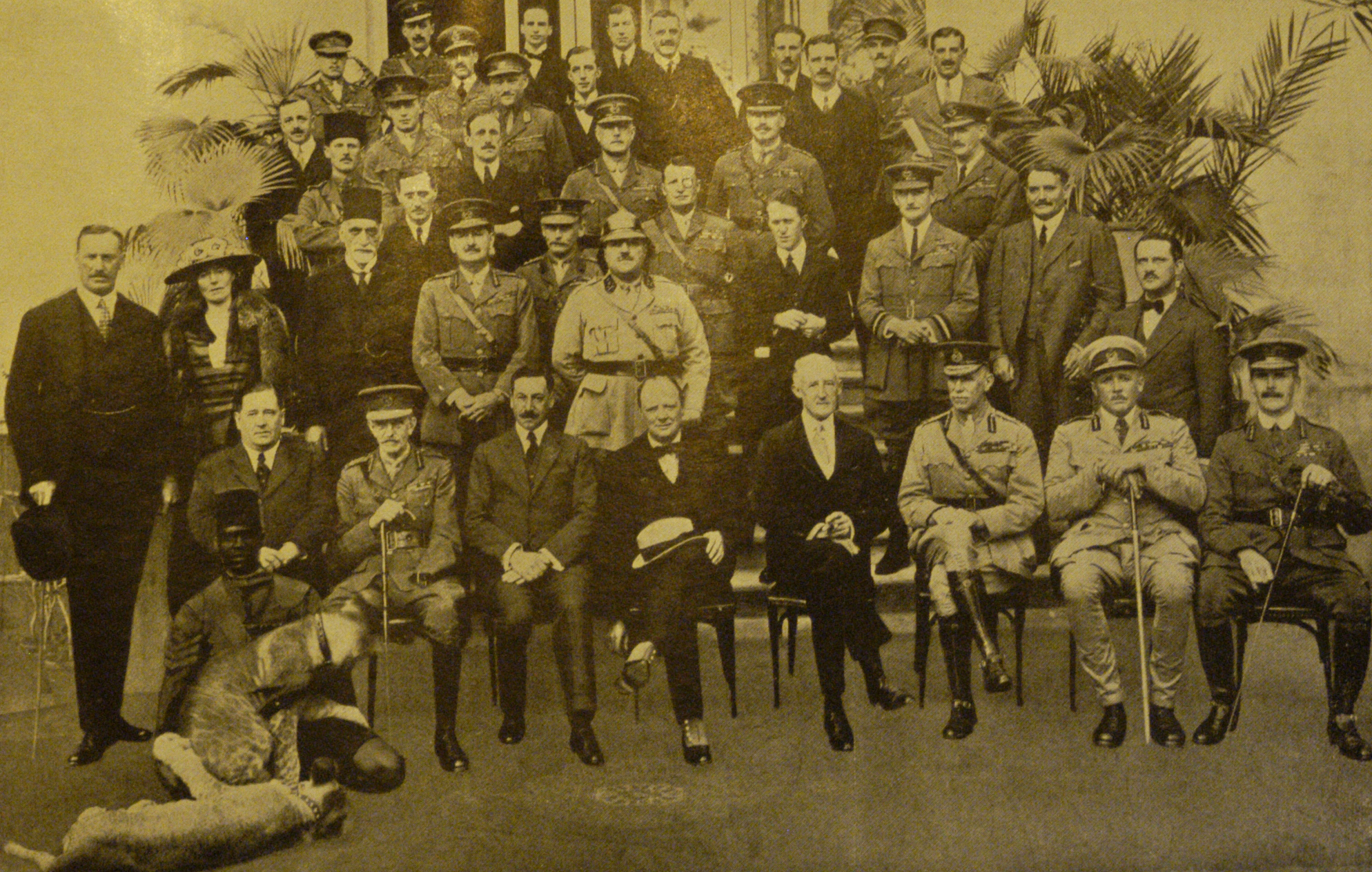
I delegati alla conferenza del Cairo del 1921. Churchill (seduto al centro), tra Herbert Samuel e Percy Zachariah Cox. In piedi in seconda fila Thomas Edward Lawrence (quarto da destra), il primo ministro iracheno Ja'far al-'Askari (al centro in uniforme chiara) e Gertrude Bell, seconda da sinistra

Nel 1921 Churchill divenne segretario di Stato per le Colonie nel governo di coalizione di Lloyd George. I due principali eventi che caratterizzarono il suo mandato furono la firma del trattato anglo-irlandese del 1921 e la definizione del nuovo assetto del Medio Oriente alla conferenza del Cairo dello stesso anno.
Il primo obiettivo di Churchill con riguardo alla situazione medio-orientale era quello di ridurre i costi della presenza britannica. Su proposta del funzionario Percy Cox venne deciso di ridurre al minimo la presenza militare in Iraq e di assegnarne il governo all'emiro Faysal, figlio dello sceriffo della Mecca Husayn, uno dei leader della rivolta araba. Faysal, in cambio del trono iracheno per sé e di quello della Transgiordania per il fratello Abdullah rinunciò alle rivendicazione paterne sulla Palestina, la quale si apprestava a divenire la sede del "focolare" nazionale ebraico, come promesso dalla dichiarazione Balfour. Tuttavia l'immigrazione ebraica suscitò tumulti tra gli arabi, in particolare a Giaffa dove trenta ebrei e dieci arabi vennero uccisi. L'alto commissario Herbert Samuel (ebreo lui stesso), decise di interrompere momentaneamente l'immigrazione ebraica e Churchill appoggiò la decisione. Samuel scrisse inoltre che i tumulti arabi erano sobillati da cellule comuniste ebraiche. Churchill gli rispose:
(Winston Churchill a Herbert Samuel 1921)
La questione palestinese fu da subito la più pressante che Churchill dovette affrontare. Ad una riunione di Gabinetto del 9 giugno Lloyd George suggerì di cedere il mandato agli Stati Uniti e Churchill accolse la proposta, ma in seguito Lloyd George decise di non portare avanti l'idea. Il 14 giugno Churchill fece alla Camera dei Comuni un rapporto sulla situazione del Medio Oriente in cui dichiarò:
(Winston Churchill alla Camera dei Comuni 1921)

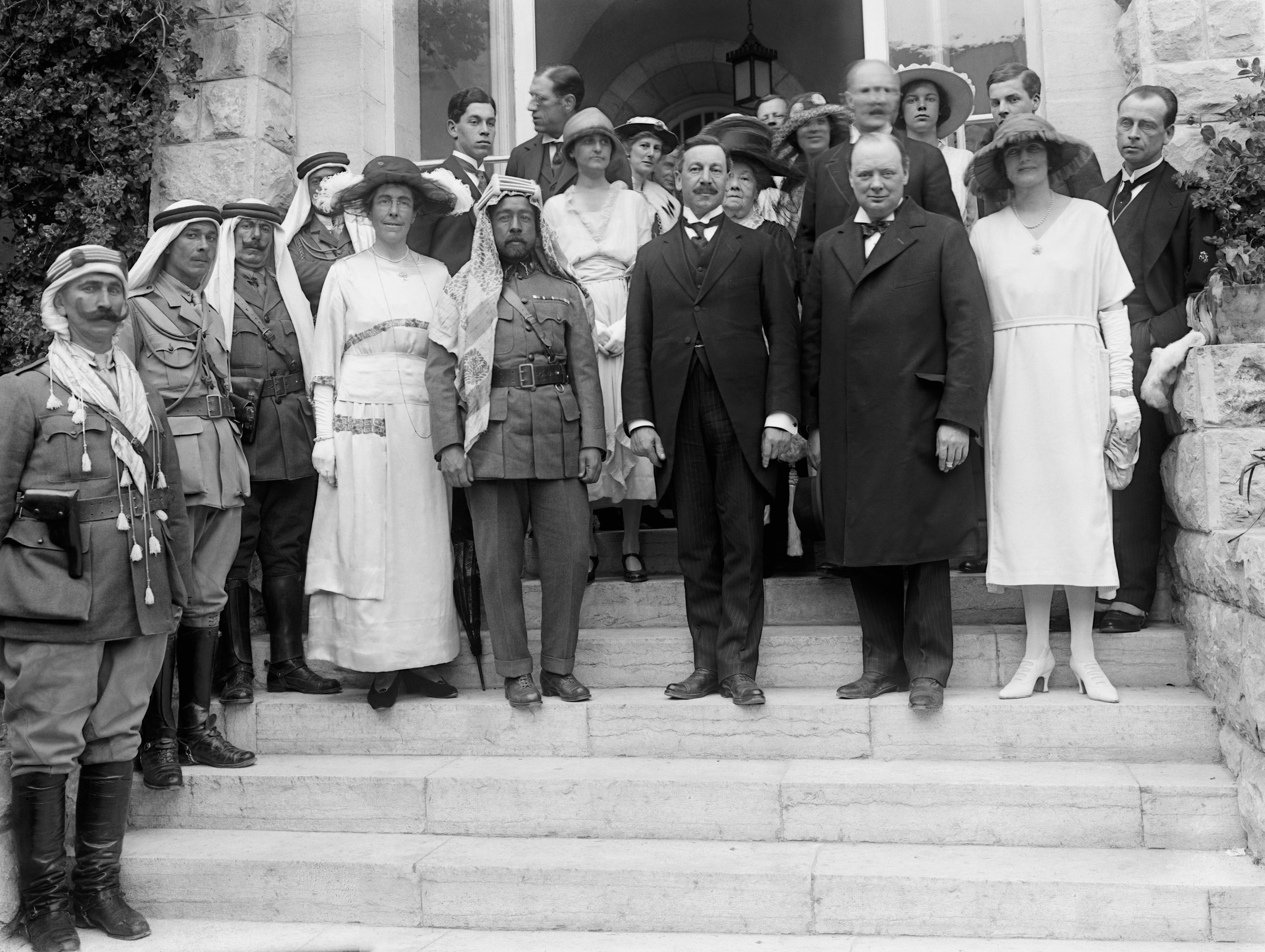
Churchill a Gerusalemme con Abd Allah I di Giordania nel 1921

Il discorso fu un trionfo, "uno dei vostri migliori" gli disse Lloyd George, ma nel dibattito un deputato conservatore ammonì che una politica favorevole agli ebrei si sarebbe scontrata con "L'ostilità ereditaria che in tutto il mondo circonda la razza ebraica". Otto giorni dopo il primo ministro canadese scrisse a Churchill chiedendogli se la Gran Bretagna intendesse dare agli ebrei il controllo del governo in Palestina; Churchill rispose: "Se nel corso degli anni diventassero la maggioranza della popolazione lo assumerebbero in ogni caso". Nell'autunno del 1921 la situazione in Palestina ma anche in Iraq continuava ad essere precaria, costringendo i britannici al mantenimento di una costosa presenza militare nell'area. Churchill scrisse ai suoi consiglieri: "Vi prego di rammentare che qualunque cosa accada in Medio Oriente, è secondaria rispetto alla riduzione delle spese".

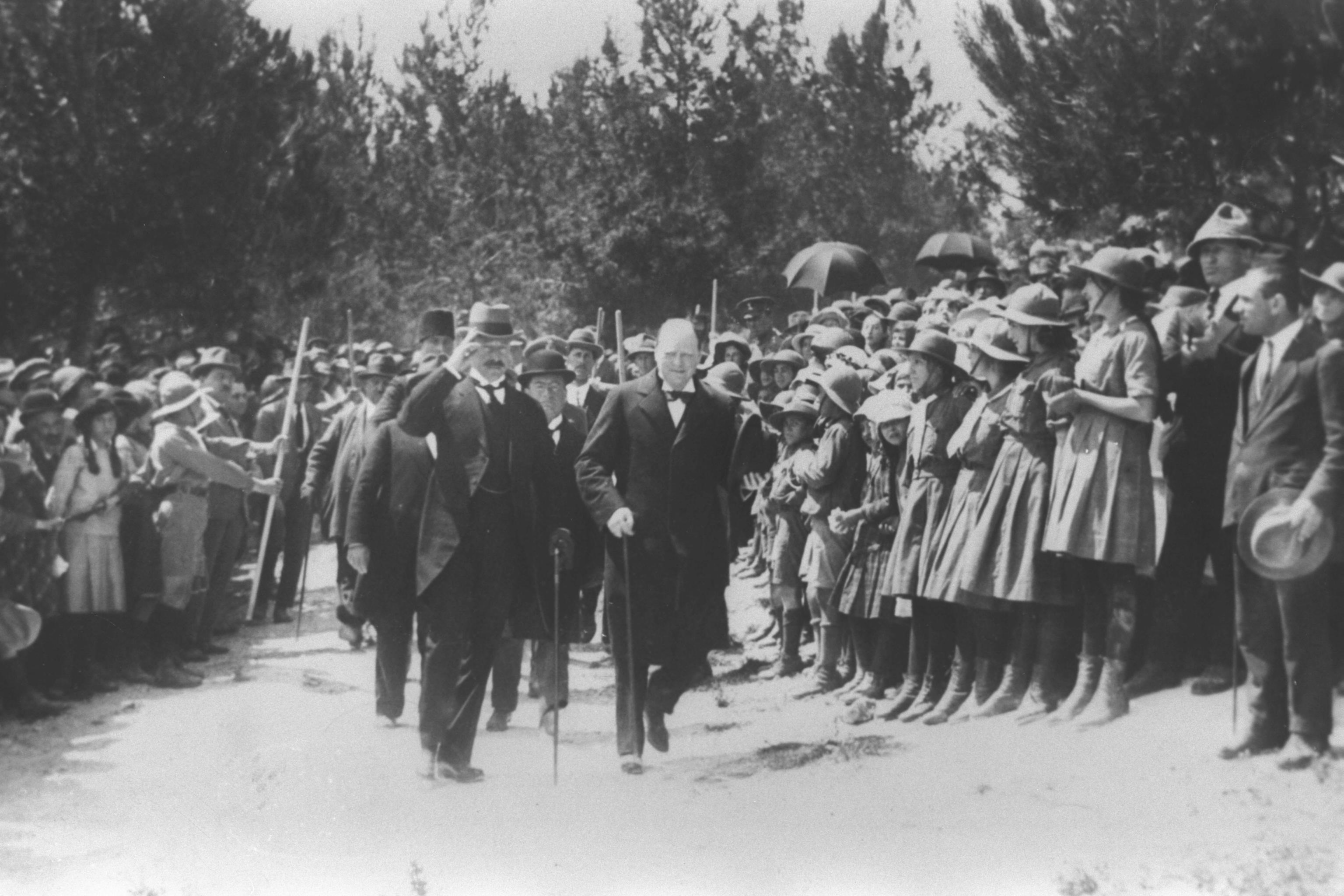
Churchill a Gerusalemme con Herbert Samuel nel 1921

Per dare un assetto definitivo alla geografia politica del Medio Oriente, Churchill convocò all'hotel Semiramis del Cairo una conferenza cui parteciparono il colonnello Lawrence (Lawrence d'Arabia), Gertrude Bell, Hugh Trenchard, sir John Salmond e sir Percy Zachariah Cox. Nei preliminari dell'incontro, Churchill aveva incontrato delegati sia degli arabi che del Jewish National Council. La delegazione araba si mostrò da subito ostile alla politica britannica e agli ebrei in generale, consegnando a Churchill un memorandum in cui attaccava l'immigrazione ebraica. Churchill replicò rassicurando gli arabi:
(Winston Churchill 1921)
Sulla dichiarazione Balfour affermò:
(Winston Churchill 1921)
Incontrando l'emiro Abdullah, il quale gli aveva espresso preoccupazione circa la possibilità della formazione di una popolazione a maggioranza ebraica in Palestina, Churchill rispose:
(Winston Churchill ad Abd Allah I di Giordania 1921)

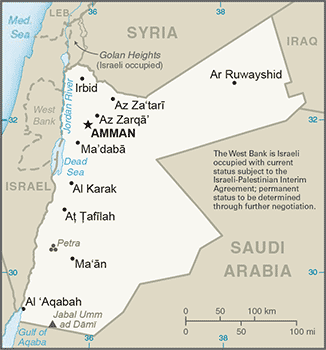
Il "singhiozzo di Winston", la linea di confine tra Giordania e Arabia Saudita

Al memorandum dei rappresentanti ebrei, i quali avevano espresso gratitudine per l'impegno britannico verso la loro causa, Churchill rispose invece con simpatia, affermando:
(Winston Churchill ai rappresentanti del Jewish National Council 1921)
La conferenza presieduta da Churchill fu alla base dell'assetto politico del Medio Oriente ancora esistente a un secolo di distanza. Il Libano e la Siria, definiti nei loro confini attuali, rimasero sotto mandato francese. Vennero anche tracciati i confini dell'Iraq, unendo i precedenti vilayet ottomani di Bassora, Baghdad e Mosul, e della Giordania, affidati rispettivamente ai fratelli Faysal e Abdullah della dinastia hashemita, imparentata con Maometto. In particolare, Churchill tracciò personalmente a penna il confine attuale tra Giordania e Arabia Saudita, detto per questo "Winston's Hiccup" (Il singhiozzo di Winston). Il confine a zigzag venne tracciato seguendo le piste carovaniere delle tribù nomadi del Deserto Arabico, anche se in seguito Churchill diede avvio alla leggenda secondo la quale la linea sarebbe stata disegnata dopo "una cena molto alcolica".
Il padre dei due nuovi sovrani, lo sceriffo Husayn di La Mecca divenne Re dello Hejaz e Abdul Aziz ibn Saud, fondatore della dinastia saudita, vide riconosciuto il suo controllo sulla regione del Najd, strappata agli ottomani, nucleo dell'attuale Arabia Saudita.

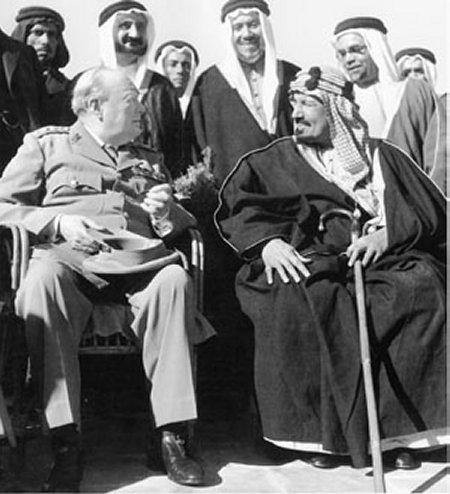
Churchill con Abd al-Aziz dell'Arabia Saudita nel 1945

Sulla base delle decisioni prese alla conferenza di Sanremo del 1920, l'obiettivo che Churchill si prefiggeva di raggiungere al Cairo era quello di conciliare le promesse fatte dalla Gran Bretagna durante la guerra agli arabi e agli ebrei, oltre al fatto di stabilire un assetto del Medio Oriente che garantisse la sicurezza del collegamento tra il Mar Mediterraneo e l'India britannica. In particolare, la Giordania fu una creatura puramente churchilliana, scorporata da Churchill dal territorio originariamente destinato al protettorato palestinese allo scopo di mantenere le promesse fatte allo sceriffo Husayn di affidare agli hashemiti un ruolo guida degli arabi liberati dal giogo ottomano. All'interno del territorio giordano Churchill pose anche il porto Aqaba, di fondamentale importanza strategica per il controllo del Mar Rosso e del Canale di Suez. Il colonnello Lawrence scrisse:
(Thomas Edward Lawrence, 1921)
Nel 1922 Herbert Samuel e altri funzionari del Colonial Office, su incarico di Churchill, redassero il documento noto come Churchill White Paper (Libro Bianco di Churchill). In esso si stabilivano i principi operativi che avrebbero dovuto guidare lo stabilimento del "focolare" nazionale ebraico in Palestina, in un senso che, sebbene ribadisse il contenuto della dichiarazione Balfour, ne limitava allo stesso tempo la portata pratica. La "Jewish National Home" non veniva intesa come uno Stato ebraico indipendente, ma semplicemente come un "centro culturale e spirituale per il popolo ebraico". Inoltre, vi si dichiarava che l'immigrazione ebraica avrebbe dovuto essere compatibile con "la capacità economica del Paese" di assorbirla. Nonostante questa formulazione di compromesso con le istanze arabe, essa venne rigettata dai rappresentanti arabi, mentre le organizzazioni sioniste vi avevano aderito.

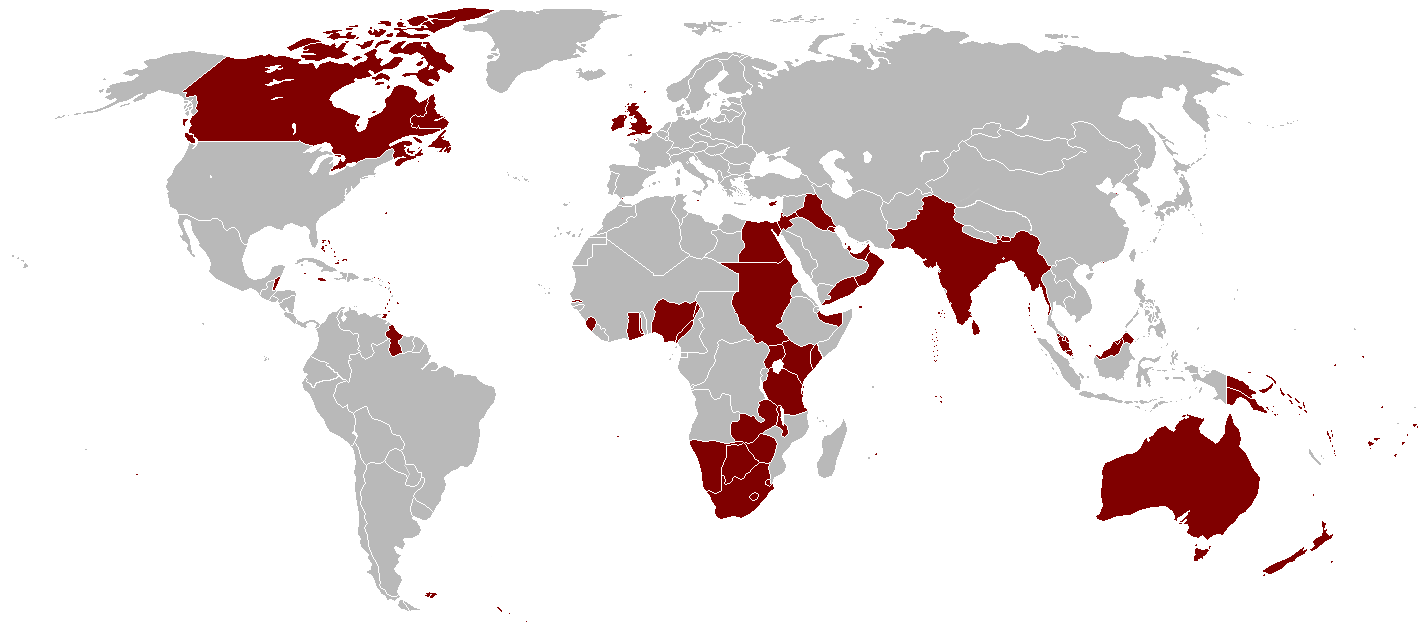
L'Impero britannico nel 1921, al suo apogeo, durante il mandato di Churchill al Colonial Office

Nonostante la sua personale simpatia andasse al sionismo, movimento laico e "occidentale", piuttosto che ai musulmani (da lui ritenuti fanatici integralisti), Churchill tentò sempre di mantenere una politica di equidistanza rispetto alle parti, cercando di venire incontro, per quanto possibile, alle preoccupazioni arabe. In questo contesto si inserisce anche la creazione dello stato giordano, malvista dai sionisti più intransigenti, che voleva essere un segno della buona volontà britannica verso gli arabi. Fu sempre suo convincimento, ribadito anche negli anni '30, quando fu uno dei consulenti della Commissione Peel, che lo sviluppo economico della Palestina favorito dall'immigrazione ebraica avrebbe a poco a poco stemperato le ostilità arabe.
In tale ottica si inserisce anche l'appoggio di Churchill al "Rothenburg scheme", che affidava l'elettrificazione della Palestina mandataria e la costruzione di canali di irrigazione a imprese europee gestite da simpatizzanti della causa sionista. Discutendo alla Camera il progetto affermò:
(Winston Churchill alla Camera dei Comuni 4 luglio 1921)
Dimostrò poi che grazie all'immigrazione ebraica i costi del Mandato palestinese per il contribuente britannico erano scesi da 8 milioni di sterline nel 1920 a 4 milioni nel 1921 ed era previsto un ulteriore dimezzamento nel 1922 a 2 milioni.

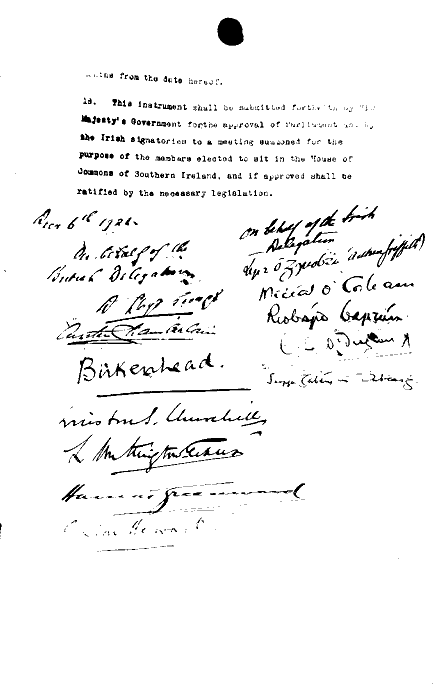
Le firme sul trattato anglo irlandese (1921). Quella di Churchill è la quarta sulla sinistra dal fondo.

Durante il mandato di Churchill al Colonial Office anche la questione turca tornò in primo piano. Dopo la sconfitta degli ottomani i britannici avevano occupato la penisola di Gallipoli e avevano appoggiato i greci nel controllo delle province occidentali dell'Asia minore. Con il contrattacco turco e l'espulsione violenta dei greci, la guarnigione britannica a Chanak si trovò isolata, ma Churchill e Lloyd George decisero di non evacuarla, su suggerimento del comandante locale, per bloccare all'esercito turco la via verso l'Europa. Tuttavia il 18 settembre gli alleati francesi e italiani abbandonarono Chanak lasciando i britannici soli. Nonostante lo sfavorevole rapporto di forze, Churchill diede ordine al generale Tim Harington di dare ai turchi un ultimatum per sgombrare Chanak. Nel frattempo anche altre nazioni dell'Impero (Australia e Nuova Zelanda) avevano acconsentito a inviare truppe nei Dardanelli. L'ex leader conservatore Bonar Law scrisse al Times una lettera in cui criticava la dura politica di Churchill, asserendo che fosse necessario avere una politica conciliante verso la principale potenza musulmana (la Turchia), dato il gran numero di musulmani presenti in India. Churchill tuttavia non prestò alcuna attenzione a queste critiche e lo sfoggio di forza fu un completo successo: Mustafa Kemal accettò di negoziare e dopo quattro giorni i turchi ripiegarono a dieci miglia da Chanak.

#### Trattato anglo-irlandese (1921)
Infine, Churchill fu anche protagonista della soluzione del conflitto irlandese. Nel novembre 1921 incontrò più volte i delegati del Sinn Féin Arthur Griffith e Michael Collins per definire le clausole del trattato anglo-irlandese. Infatti Lloyd George, conoscendo le sue abilità di negoziatore, aveva affidato a Churchill la conduzione le trattative. Il trattato venne firmato alle tre del mattino del 6 dicembre, nell'abitazione di Churchill a Londra. Per proteggere gli interessi navali britannici, Churchill riuscì a inserire nel trattato la clausola in base alla quale i porti irlandesi di Cobh, Berehaven e Lough Swilly rimanessero nella disponibilità della Royal Navy. I porti tornarono poi sotto piena sovranità irlandese nel 1938, con il trattato commerciale anglo-irlandese, dopo che lo Stato Libero era diventato l'attuale Repubblica d'Irlanda. Allo scopo di superare l'opposizione conservatrice al Trattato, Churchill tenne un lungo discorso alla Camera dei Comuni, in cui affermò che "la grande massa dell'opinione pubblica irlandese e britannica deve imporre la sua determinazione e mettere fine a queste dispute fanatiche". Il suo discorso, come scrisse Austen Chamberlain al re, ebbe un "profondo effetto" sulla Camera e il trattato venne approvato. Churchill presiedette anche alla definizione dei confini tra il nuovo Stato e l'Irlanda del Nord rimasta nel Regno Unito e diede ordine di evacuare rapidamente i soldati e i funzionari civili britannici ancora in Irlanda. Quando gli irriducibili dell'IRA rifiutarono la firma del trattato, Churchill sostenne le forze armate del neonato Stato Libero d'Irlanda a reprimere le insurrezioni, schierandosi con Collins. Tra i due, nonostante la rivalità, era sorta una stima reciproca; Collins disse a un amico: "Dite a Winston che senza di lui non saremmo approdati a nulla" e in seguito per tutta la vita Churchill si riferì all'irlandese come al "Generale Collins", in segno di rispetto.

### Ritorno al partito conservatore
Nell'ottobre 1922 Churchill venne operato per un'appendicite e rimase al di fuori dei rivolgimenti politici del periodo. I conservatori, nel corso di una riunione nella loro sede, il Carlton Club, guidati da Stanley Baldwin decisero di abbandonare la coalizione con Lloyd George, nonostante la contrarietà di Arthur Balfour, costringendolo a dimettersi e a indire le elezioni per il 15 novembre. Essendo ancora convalescente Churchill non poté prendere parte alla campagna elettorale, sebbene la moglie Clementine si recasse a Dundee al suo posto, ma in generale in sua assenza la campagna fu mal condotta.

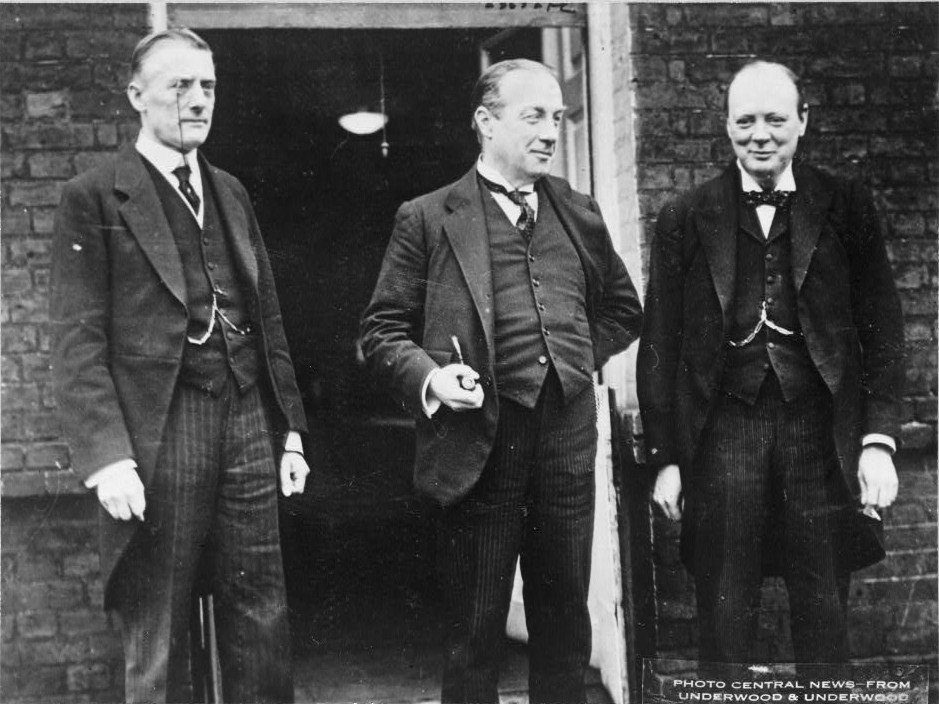
Churchill insieme a Stanley Baldwin (al centro) e Austen Chamberlain 1925

La circoscrizione aveva una significativa componente operaia. Gli avversari erano candidati vicini al crescente Partito laburista, come il famoso pacifista Edmund Dene Morel e il proibizionista Edwin Scrymgeour, che sempre contro Churchill nel 1908 aveva ottenuto solo 655 voti. Churchill si presentò con un programma "liberale e liberoscambista", ma l'età d'oro del liberalismo britannico e non solo era ormai finita. Faceva coppia con un altro liberale, ma in seguito alla scissione del partito fra sostenitori di Asquith e di Lloyd George, vi era anche un terzo candidato liberale della fazione asquithiana. Il risultato fu che il voto si disperse e Churchill arrivò quarto nella competizione (solo i primi due venivano eletti); Churchill scherzò sulla sconfitta dicendo: "Sono rimasto senza incarichi, senza seggio, senza partito e senza appendice". Il risultato maggiore di questa elezione, che vide la vittoria dei Tories, fu l'inizio dell'inesorabile declino del Partito liberale britannico e l'ascesa dei laburisti come principale partito di opposizione. Il colonnello T.E. Lawrence, suo amico, commentò la sconfitta: "Che maledette merde devono essere i cittadini di Dundee".
Nel novembre del 1923 il premier conservatore Stanley Baldwin indisse nuove elezioni, Churchill si gettò nuovamente nella mischia come candidato liberale, denunciando vigorosamente il programma protezionista presentato da Baldwin. In un discorso del 16 novembre invocò l'unità del partito liberale sotto la guida di Asquith. Candidatosi per il seggio di Leicester subì una sconfitta di misura e le elezioni videro un arretramento dei conservatori che persero un centinaio di seggi. A questo punto Asquith, che aveva riconquistato l'appoggio della maggior parte dei liberali, portò il suo partito all'alleanza con i laburisti, mossa che Churchill criticò aspramente. Tuttavia, quando Baldwin si dimise e fu formato il primo governo laburista della storia britannica, guidato da Ramsay MacDonald, appoggiato da liberali, Churchill inviò al nuovo premier una lettera di auguri.
Il sostegno ai laburisti comunque allontanò sempre più Churchill dai liberali, ormai marginali, portandolo ai rientrare in seno ai Tories. Accettò quindi la candidatura a un seggio conservatore sicuro a Epping nell'Essex. A Edimburgo parlò ad un raduno dei conservatori scozzesi accanto a Balfour, qui dichiarò a proposito dei laburisti:
(Winston Churchill 1923)
Alle elezioni del successivo 29 ottobre, alle quali Churchill si era presentato come "costituzionalista indipendente", i conservatori ottennero una maggioranza schiacciante con 419 seggi contro i 151 dei laburisti e appena 40 liberali. Il nuovo primi ministro Stanley Baldwin voleva affidare a Churchill un ruolo di primo piano nel nuovo Gabinetto; altri conservatori come Austen Chamberlain suggerirono di nominarlo ministro della Sanità. Alla fine Baldwin chiese a Churchill: "Siete disposto ad aiutarci?" e lui rispose: "Sì se lo volete davvero"; Baldwin allora informò Churchill della sua intenzione di nominarlo cancelliere dello Scacchiere nel nuovo governo, ossia ministro delle Finanze. L'amico George Lambert, ex capogruppo liberale alla Camera gli scrisse: "Winston mio caro, ho un certo istinto in fatto di politica, e credo che vivrò fino a vederti Primo Ministro".

### Cancelliere dello Scacchiere (1924-1929)

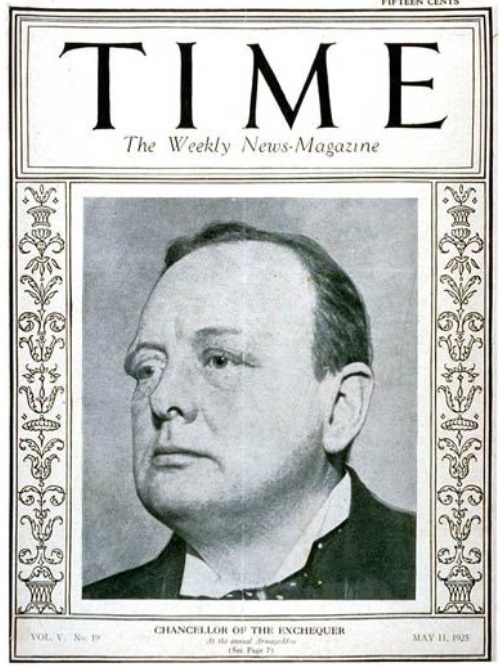
Churchill "Uomo dell'anno" sulla copertina di Time nel 1925

Nel suo nuovo incarico, Churchill rinnovò i suoi interessi riformisti in campo sociale, affiancato questa volta dal ministro della Sanità Neville Chamberlain, fratellastro di Austen e figlio di quel Joseph Chamberlain in opposizione al quale Churchill aveva abbandonato il partito conservatore agli inizi della carriera. Insieme predisposero un piano di ampliamento della previdenza sociale e Churchill dispose anche un piano di abbassamento delle imposte sul reddito per "professionisti e piccoli commercianti". Nel gennaio del 1925 Churchill fu impegnato in un'intensa serie di negoziati a Parigi con gli Stati Uniti e altri paesi alleati della prima guerra mondiale per la restituzione dei debiti di guerra. Riuscì ad ottenere un consenso unanime sulla sua proposta di rateizzare i pagamenti della Gran Bretagna in proporzione alla restituzione dei crediti da essa vantati verso altri alleati come Francia, Belgio, Italia e Giappone. Il 28 aprile presentò il suo primo budget parlando ininterrottamente per due ore e quaranta minuti. Baldwin scrisse al re: "Non possiede solo una consumata abilità di parlamentare, ma anche la versatilità di un attore". Oltre a prevedere finanziamenti cospicui soprattutto per le pensioni alle vedove di guerra, Churchill annunciò il ripristino della parità aurea della sterlina: si trattava di una decisione già presa dal governatore della Banca d'Inghilterra Montagu Norman ed era sostenuta anche dal cancelliere-ombra laburista Philip Snowden. La sua decisione arrivò dopo lunghe consultazioni con vari economisti tra cui John Maynard Keynes e con il segretario permanente al Tesoro, sir Otto Niemeyer. Questa decisione spinse Keynes a scrivere The Economic Consequences of Mr. Churchill, sostenendo che il ritorno alla parità prebellica nel 1925 (£ 1 = $ 4,86) avrebbe portato ad una depressione mondiale. Tuttavia, la decisione era generalmente popolare e considerata "sana economia", sebbene fosse stata criticata da Lord Beaverbrook e dalla Federazione delle industrie britanniche..
La politica economica di Churchill fu largamente di tipo gladstoniano: riduzione del ruolo dello Stato accompagnato da razionalizzazione e riduzione del carico fiscale, oltre a rifiuto del protezionismo, coerentemente con le posizioni di inizio secolo. In questo Churchill rimase chiaramente legato alla sua militanza liberale, più che alle idee protezioniste diffuse tra i conservatori. Si trattava inoltre di una politica funzionale alla dimensione di impero globale della Gran Bretagna, della quale Churchill fu anche in questo caso strenuo difensore, ma ormai inadatta a un'epoca nella quale quella dimensione imperiale andava riducendosi.
Da un lato Churchill, da liberale gladstoniano, non accolse mai il keynesismo e fu sempre contrario all'aumento della spesa pubblica tramite l'indebitamento; dall'altro proseguì, d'intesa con Neville Chamberlain e con lo stesso Baldwin una politica riformistica di integrazione delle classi lavoratrici tramite la redistribuzione della ricchezza, come già ai tempi del "Board of Trade". In questo contesto si collocano le riforme varate da Churchill e Chamberlain come il "Widows and Old Age Pensions Act" del 1926 e il "National Health Insurance Act" del 1925 che ampliavano il numero di aventi diritto alla pensione e all'assicurazione sanitaria. Inoltre, Churchill stanziò risorse per finanziare un piano di quindici anni per la costruzione di case popolari.
L'effetto del ritorno al gold standard fu negativo, soprattutto per l'industria mineraria del carbone, già colpita dal crescente successo del petrolio. La scelta fu essenzialmente politica: mantenere la sterlina come moneta di riferimento globale rispetto al dollaro, nonostante la potenza imperiale della Gran Bretagna fosse ormai avviata ad un lento ma inesorabile declino; Churchill ammise negli anni seguenti che la decisione del ritorno alla parità aurea era stato il più grave errore della sua carriera. L'aumento della disoccupazione nel settore minerario, solo in parte mitigato da sussidi all'industria decisi da Baldwin e Churchill, portò allo scoppio dei grandi scioperi del 1926, che per qualche momento sembrarono sull'orlo di trasformarsi in moti rivoluzionari. Si disse che Churchill avesse suggerito di impiegare l'esercito contro gli scioperanti, in contrasto con quanto sostenuto fino ad allora. Sul quotidiano governativo British Gazette Churchill scrisse: "O il Paese sconfiggerà lo sciopero generale o questo spezzerà il Paese". I racconti esagerati della belligeranza di Churchill durante lo sciopero iniziarono presto a circolare. Subito dopo il New Statesman affermò che Churchill era stato il capo di un "partito della guerra" nel Gabinetto e aveva voluto usare la forza militare contro gli scioperanti. Churchill volle sporgere querela, ma il procuratore generale Douglas Hogg gli consigliò di non farlo, sebbene avesse una buona causa per diffamazione, poiché sarebbe stato meglio evitare che le discussioni confidenziali del Gabinetto venissero trasmesse in tribunale; Churchill accettò di lasciar cadere la questione.

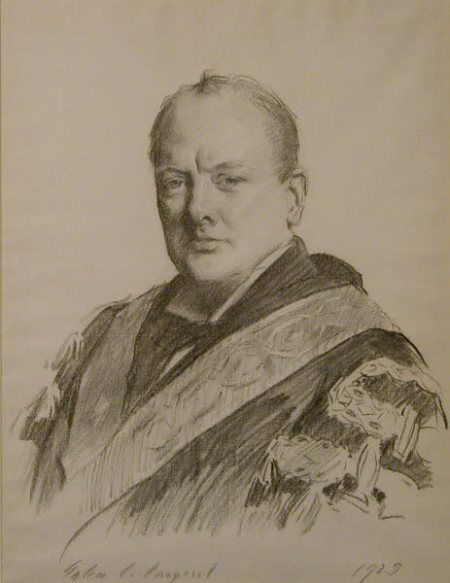
Churchill in toga di cancelliere dello Scacchiere di John Singer Sargent 1924

In questo periodo le preoccupazioni in politica estera di Churchill si orientarono soprattutto verso gli Stati Uniti. In particolare, si oppose alla parità navale tra le due potenze, posizione che manterrà ancora fino al 1935. Anche l'idea di una conferenza internazionale sul disarmo, che prenderà avvio a Ginevra nel 1932, lo lasciò molto dubbioso, specialmente riguardo alla Francia e alla necessità di quest'ultima di tutelarsi dalle mire tedesche:
(Winston Churchill ai funzionari del Tesoro britannico 1928)
Nei budget del 1926 e 1927 Churchill riuscì, tramite un aumento delle imposte sui beni di lusso, sul gioco d'azzardo e sui carburanti unito a un taglio alle spese militari a ridurre il debito ereditato dalla guerra, oltre a ridurre le imposte sul reddito. Anche in questo caso, la politica di riduzione dell'indebitamento e il privilegio dato alla tassazione indiretta su quella diretta era eredità di Gladstone.
Il 15 aprile 1929 Churchill presentò in Parlamento il suo quinto budget, nel quale annunciò l'abolizione della tassa sul tè, introdotta al tempo della regina Elisabetta I. Parlò per quasi tre ore e Neville Chamberlain scrisse nel suo diario: "Il suo discorso ha avvinto e ammaliato la Camera con il suo spirito, la sua sagacia, audacia e forza". A maggio si tennero le elezioni generali e Churchill tenne nell'occasione il suo primo discorso radiofonico, nel quale invitò a votare per i conservatori ammonendo: "Evitate come la peste la guerra di classe e la lotta politica violenta". I laburisti ottennero tuttavia la maggioranza e Ramsay MacDonald formò il suo secondo governo. Churchill in ogni caso mantenne il suo seggio per Epping. L'amico T.E. Lawrence commentò: "È un buon combattente: farà meglio da fuori che da dentro e tornerà più forte di prima. Vorrei che prima o poi diventasse Primo ministro".

#### Rapporti con l'Italia e giudizi sul fascismo
Durante i negoziati di Parigi sui debiti di guerra, Churchill favorì particolarmente l'Italia. Il ministro delle Finanze Alberto De Stefani telegrafò a Mussolini il 7 gennaio 1925 mostrando al Duce grande apprezzamento per il sostegno di Churchill alle posizioni italiane.
(Alberto De Stefani a Benito Mussolini (1925))
Agli inizi del 1927 Churchill giunse in Italia e a Roma ebbe due intensi colloqui con Benito Mussolini e con il nuovo ministro delle Finanze Giuseppe Volpi. Durante gli incontri Churchill accordò lauti sconti ai debiti di guerra italiani verso la Gran Bretagna e Mussolini gli offrì di scrivere due articoli sul suo giornale, il Popolo d'Italia. Nel corso di una conferenza stampa data ai giornalisti definì Mussolini "il più grande legislatore vivente" e inoltre dichiarò:
(Winston Churchill alla stampa italiana 1927)
A proposito di queste note (e controverse) dichiarazioni, lo storico e politologo Giorgio Galli ha scritto:
(Giorgio Galli)
Bisogna inoltre precisare che i toni entusiastici furono dovuti alla necessità di compiacere un governo (all'epoca) alleato: già nel 1923, in occasione del bombardamento di Corfù ordinato da Mussolini, Churchill, scrivendo alla moglie Clementine, aveva definito il dittatore "un porco".
Comunque, la stima per Mussolini da parte di Churchill non venne mai del tutto meno, se ancora nel 1945 disse del dittatore italiano: "Che sia un grand'uomo non lo nego" aggiungendo però "ma è anche un grande criminale".

## In esilio (1930-1939)

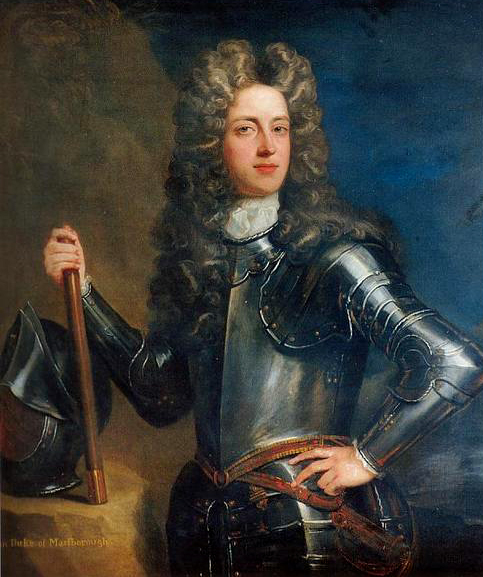
John Churchill, I duca di Marlborough avo di Winston. Egli fu, insieme al principe Eugenio di Savoia uno dei più importanti condottieri di inizio '700

Dopo la sconfitta dei conservatori alle elezioni generali del 1929 (dove i Tories ottennero una netta maggioranza di voti ma raccolsero meno seggi), Churchill si estraniò sempre più dal suo partito, passando di fatto ad un'opposizione permanente. Quando il governo laburista di MacDonald destituì l'alto commissario britannico in Egitto George Lloyd, Churchill condannò la scelta e difese Lloyd, nonostante la maggior prudenza di Baldwin. A questo periodo risale anche l'inizio della rivalità con Chamberlain; Churchill scrisse alla moglie: "Qualora lui o qualunque altro individuo di tal fatta diventasse leader del partito lascerò la politica e vedrò se non posso rendere te e i micini più felici prima di morire." Nel 1930 intraprese un lungo viaggio negli Stati Uniti, dove divenne amico di Charlie Chaplin, al punto da proporsi come sceneggiatore del film "Il giovane Napoleone" che l'attore avrebbe dovuto interpretare.

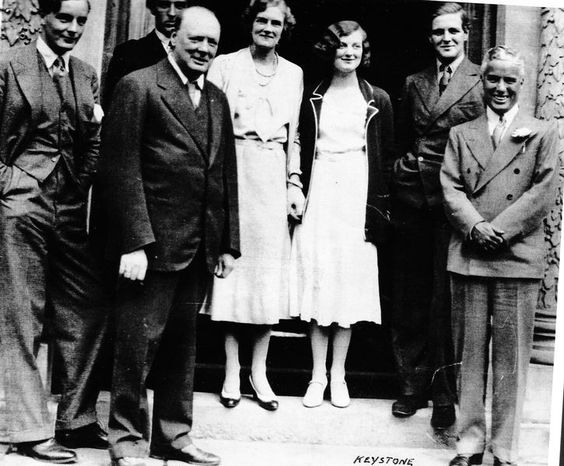
Churchill con Charlie Chaplin (ultimo a destra) alla fine degli anni '20

Nei primi anni '30 Churchill si dedicò principalmente all'attività editoriale, completando le sue monumentali memorie sulla prima guerra mondiale intitolate World Crisis e scrivendo una biografia del suo famoso avo, John Churchill, I duca di Marlborough, intitolate Marlborough: His Life and Times, il cui principale obiettivo era difendere quest'ultimo dalle critiche della storiografia whig, soprattutto di Macaulay. Per questo lavoro Churchill ebbe la possibilità di accedere a una gran quantità di materiale documentale inedito negli archivi di famiglia a Blenheim e Althorp House, oltre che nel resto d'Europa; per questo la biografia di Marlborough è una delle opere più interessanti di Churchill anche per gli storici moderni. Altra opera che avviò ma pubblicò solo nel secondo dopoguerra fu la monumentale History of the English-speaking Peoples ("Storia dei popoli di lingua inglese"), nella quale esprimeva la sua concezione dei popoli anglofoni come di una unità storica e culturale inscindibile. In questo periodo Churchill, che era rimasto colpito nelle sue finanze personali dalla grande crisi del 1929, si mantenne soprattutto grazie all'attività editoriale, stringendo anche amicizia con magnati come William Randolph Hearst (il "Citizen Kane" di Quarto potere) e il canadese Max Aitken. Churchill fu a quest'epoca uno degli autori meglio pagati al mondo. Nel 1931, appena sceso da un taxi, mentre attraversava la strada a Manhattan diretto all'abitazione di Bernard Baruch, fu investito da un tale Edward Cantasano, e venne ricoverato d'urgenza con una grave ferita alla testa e due costole incrinate. Churchill disse alla polizia che l'incidente era interamente sua colpa e nei giorni seguenti invitò Cantasano nel suo albergo offrendogli del tè e una copia autografata del suo ultimo libro The Unknown War.

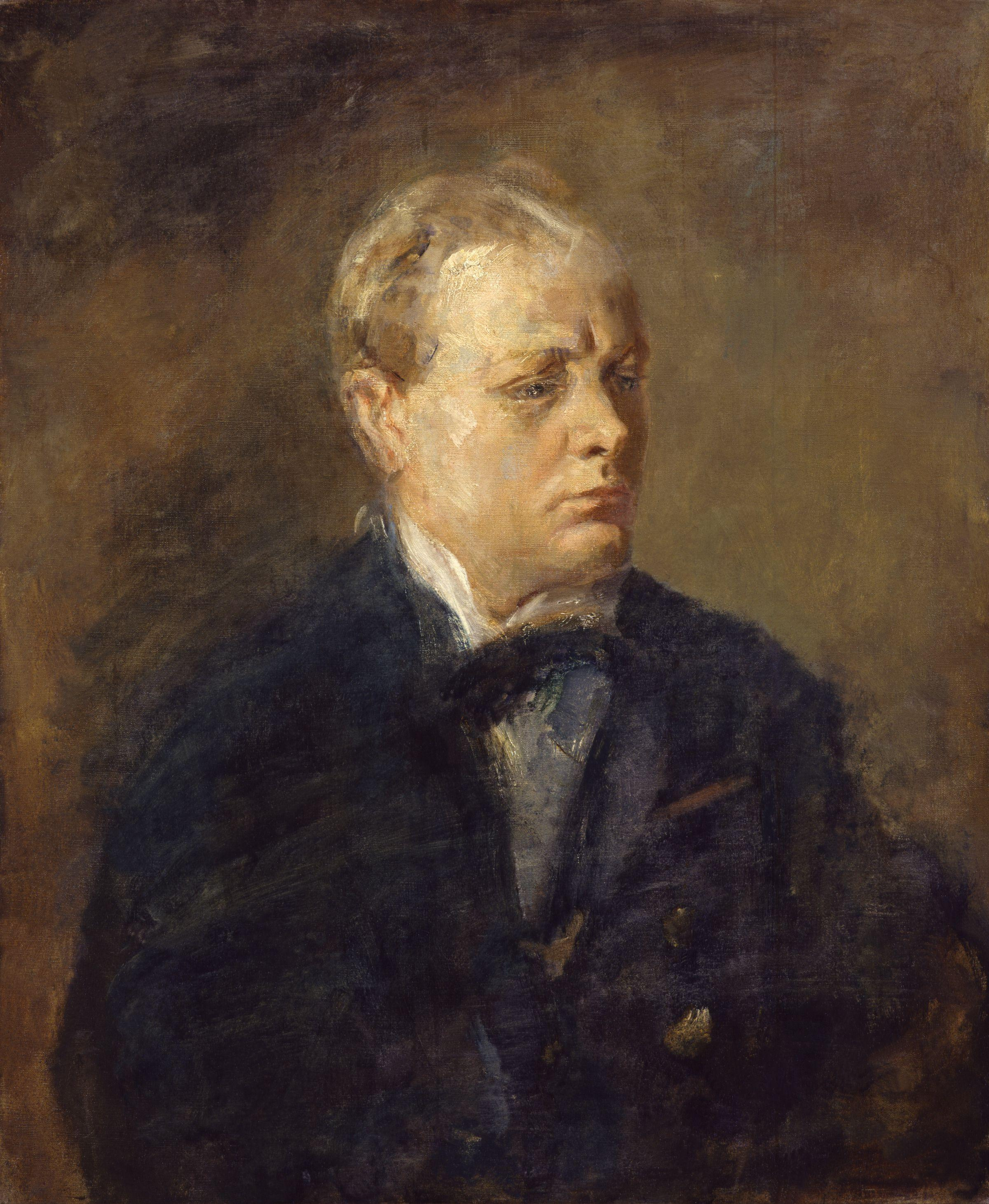
Churchill ritratto da Ambrose McEvoy (anni '20)

Nel 1930, durante una lezione tenuta ad Oxford, descrisse la sua visione circa il declino della democrazia a causa del populismo e l'ascesa di regimi autoritari:
(Winston Churchill 1930)
Nello stesso anno nella prefazione al suo libro di memorie My Early Life espose idee analoghe:
(Winston Churchill, prefazione a My early life 1930)
Per questo ritenne auspicabile una revisione del principio del suffragio universale e il ritorno a un sistema elettorale ottocentesco, censitario e con il voto limitato ai capifamiglia. Tuttavia, non portò mai avanti seriamente queste idee, limitandosi a un personale nostalgico ricordo dei "fiori appassiti del liberalismo vittoriano". In realtà Churchill era disgustato da tutti i regimi totalitari come il nazismo e il comunismo (che riteneva di distinguere dagli autoritarismi bonapartisti come il fascismo italiano, più accettabili); da qui la sua sfiducia, in questa fase, verso la democrazia di massa, che ai suoi occhi degenerava inevitabilmente nella tirannide. Già ai primi decenni del secolo, quando era giovane ministro liberale, Churchill aveva intuito lucidamente la crisi del liberalismo classico, scrivendo nella biografia del padre:
(Winston Churchill 1909)

### La questione indiana

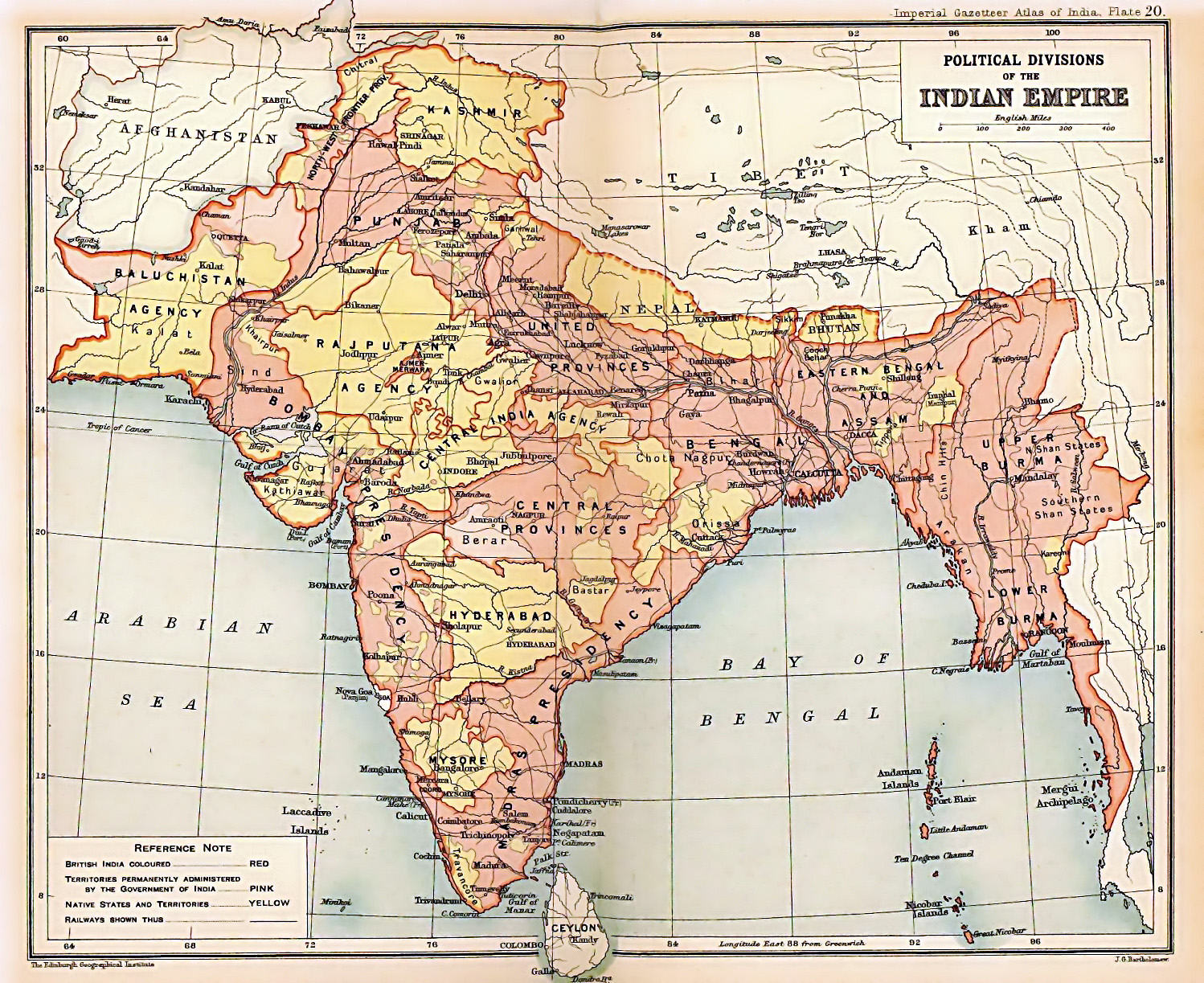
L'Impero anglo-indiano nel 1909

Gli inizi degli aani '30 furono caratterizzati in Gran Bretagna dal dibattito sulla concessione all'India britannica dello status di dominion, cioè di una larga autonomia politica. Churchill fu il capofila dell'opposizione al progetto, contro praticamente tutto lo schieramento politico (non solo laburisti e liberali, ma anche gran parte dei conservatori). Churchill in realtà non si opponeva all'indipendenza in quanto tale, ma ai tempi, ritenendola prematura: motivò infatti la sua opposizione asserendo che gli indiani erano ancora troppo divisi in odi religiosi (tra indù e musulmani) e costumi arcaici come la divisione castale per poter diventare una vera nazione.
Come previsto da Churchill, il Partito del Congresso, guidato da Nehru e dal Mahatma Gandhi, rifiutò l'offerta, chiedendo la completa indipendenza. Venne quindi lanciata la campagna di disubbidienza civile, che portò all'arresto di Gandhi e Nehru per ordine del viceré Lord Irwin. Il 17 febbraio 1931 Gandhi incontrò Irwin a Delhi e Churchill lo definì "un avvocato sedizioso del Middle Temple che ora si atteggia a fachiro di un genere ben noto in Oriente". Irwin e Gandhi firmarono il cosiddetto patto di Delhi che pose fine alla disubbidienza civile, ma di fatto legittimava il movimento indipendentista. Nonostante l'approvazione che il patto suscitò presso la gran parte dell'arco politico britannico, Churchill lo criticò, sostenendo che le concessioni senza una disponibilità a concedere la piena indipendenza avrebbero reso più probabili "tra le masse dell'Indostan spargimenti di sangue e confusione.". Churchill disse anche che se Gandhi fosse andato in sciopero della fame, si sarebbe dovuto lasciarlo morire. In ogni caso, a dispetto della fama di anti-indiano, Churchill godeva di importanti estimatori anche in India. Il famoso scrittore Nirad Chaudhuri, peraltro vicino al movimento indipendentista, appese un suo ritratto nel proprio ufficio quando venne nominato primo ministro nel 1940. L'opposizione alle concessioni all'India portarono ad una rottura definitiva con Stanley Baldwin e a ulteriore isolamento di Churchill da parte dei partiti politici britannici. Commentando le posizioni di Churchill in questo periodo lo storico Manfred Weidhorn ha scritto:
(Manfred Weidhorn 1990)

#### Carestia del Bengala (1943)
Sempre riguardo all'India, durante la seconda guerra mondiale, nel 1943, si situa la grave carestia che colpì la regione del Bengala fino alla fine del 1944. La causa della carestia fu un violento tifone che colpì l'entroterra quell'anno, le cui conseguenze furono esacerbate dalle condizioni belliche.
I giapponesi avevano occupato la Birmania poco prima, fatto che bloccò l'afflusso dei rifornimenti di riso verso l'India. Inoltre, l'afflusso di naviglio verso il Bengala era ulteriormente compromesso dal controllo della flotta sottomarina giapponese nelle acque prospicienti, che rendeva assai arduo rifornire la regione senza gravi perdite.
Il ruolo di Churchill nella vicenda è controverso, poiché, se egli non determinò la carestia, come ha scritto lo storico Arthur Herman "Churchill si oppose a inviare derrate da altri teatri di conflitto verso l'India. Si era in guerra". Informato dell'emergenza umanitaria in atto, Churchill disse: "Gli indiani devono imparare a badare a se stessi come abbiamo fatto noi. Non c'é motivo per cui alcune parti dell'Impero britannico non debbano sentire il pungolo allo stesso modo in cui ha fatto la madrepatria". Come osserva Andrew Roberts: "Queste affermazioni riportate da altri, se anche oggi suonano spietate, riflettevano la realtà".
Le osservazioni critiche sostengono che Churchill abbia deliberatamente sottratto derrate all'India per scopi politici (colpire il Partito del Congresso), o per un pregiudizio razziale che lo avrebbe indotto a privilegiare le truppe britanniche e le popolazioni ugualmente affamate dell'Europa occidentale reduci dall'occupazione tedesca, come greci, olandesi e italiani, a scapito degli asiatici. Si deve infatti considerare che, nello stesso periodo, le requisizioni di massa operate dai nazisti in Grecia nel biennio 1941-1942 condussero a una carestia che uccise circa 300.000 persone. Analogamente, nei Paesi Bassi occupati, il blocco tedesco dei rifornimenti alle aree rurali del Paese causò la morte per fame di 22.000 persone nel 1944.
Tuttavia, la storiografia più recente ha  mostrato, tramite lo studio dei documenti originali e dei verbali delle riunioni del consiglio dei ministri, che Churchill diede disposizioni per alleviare il più possibile le conseguenze della carestia, che altrimenti sarebbero state ben peggiori. Nell'ottobre del 1943 Churchill scrisse al segretario per l'India Leo Amery:
(Winston Churchill a Leo Amery 1943)
Il giorno seguente Churchill telegrafò al viceré Archibald Wavell dicendo:
(Winston Churchill ad Archibald Wavell 1943)
Il 4 agosto 1943 Churchill approvò l'invio in Bengala di 150.000 tonnellate di orzo dall'Iraq. Sostenne poi l'invio di altre 50.000 tonnellate di cibo. Tuttavia, la situazione generale dei teatri di guerra, soprattutto a livello logistico, impedì l'invio di un milione e mezzo di tonnellate di derrate richieste dal governatore Wavell nel febbraio del 1944, mentre il governo rispose di adottare misure di razionamento in loco: l'opinione diffusa era che fosse compito innanzitutto del governo indiano risolvere le inefficienze nella distribuzione del cibo. Nel gennaio del 1944 l'India era stata rifornita di 130.000 tonnellate di orzo iracheno, 80.000 di grano dall'Australia, 10.000 dal Canada e altre 100.000 dall'Australia. "Vi aiuterò per tutto quello che posso, ma non potete chiedermi l'impossibile". Quando, lo stesso anno, Churchill chiese a Roosevelt di cedergli il naviglio necessario per incrementare i trasporti dall'Australia dicendosi "seriamente preoccupato" della carestia, ne ottenne un netto rifiuto, motivato dalla necessità di concentrarsi sulle operazioni nel Pacifico e in Normandia.
Inoltre, nella carenza di cibo ebbero un ruolo anche le divisioni interne fra gli indiani. Un memorandum del Gabinetto di guerra informò che gli indù intendevano approfittare dell'occupazione giapponese della Birmania per danneggiare il governo musulmano del Bengala tramite la carestia, oltre al fatto che la rapacità di accaparratori e funzionari corrotti nascose molte derrate. I governi provinciali indiani con eccedenze alimentari, come quello del Punjab, rifiutarono categoricamente di vendere le loro scorte a un prezzo inferiore a quello di mercato, favorendo così la penuria e gli accaparratori.
Alla fine del 1944 la carestia era stata placata, mediante l'invio di oltre un milione complessivo di tonnellate di cibo dall'Australia e dal Sud est asiatico. Efficace era stata anche l'azione di Wavell, tramite l'uso dell'esercito per portare cibo nelle zone rurali più sperdute, e gli effetti della carestia furono attenuati. Anche così, le difficoltà del contesto bellico, i vari e diversi fattori scatenanti (naturali e umani), nonché la precedenza data da tutti i decisori coinvolti ai teatri di combattimento, provocò un rallentamento dei soccorsi che causò la morte di non meno di un milione e mezzo di persone.

### Riarmo tedesco e conflitti in Abissinia e Manciuria (1931-1935)
Nel 1930, mentre si trovava in Baviera per delle ricerche sul suo avo Marlborough, Churchill ricevette da uno dei più stretti collaboratori di Adolf Hitler, l'editore Ernst Hanfstaengl, che era amico di suo figlio Randolph, l'invito a cenare con il capo del nazismo. Churchill, sebbene avesse già espresso perplessità verso il movimento hitleriano all'ambasciatore tedesco a Londra nel corso di un ricevimento, accettò l'invito. Hitler però disdegnò l'incontro, dicendo a Hanfstaengl: "Ma insomma chi è questo Churchill? È all'opposizione e nessuno se lo fila". Churchill fu forse l'unico tra gli esponenti politici britannici e mondiali a manifestare sin dai primi anni '30 preoccupazione verso il regime instauratosi in Germania; grazie all'aiuto del maggiore Desmond Morton, capo dell'intelligence della Difesa da lui nominato già nel 1919, Churchill poté attingere ai dati sul riarmo tedesco e, nell'aprile 1933, disse alla Camera dei Comuni:
(Winston Churchill alla Camera dei Comuni, aprile 1933)

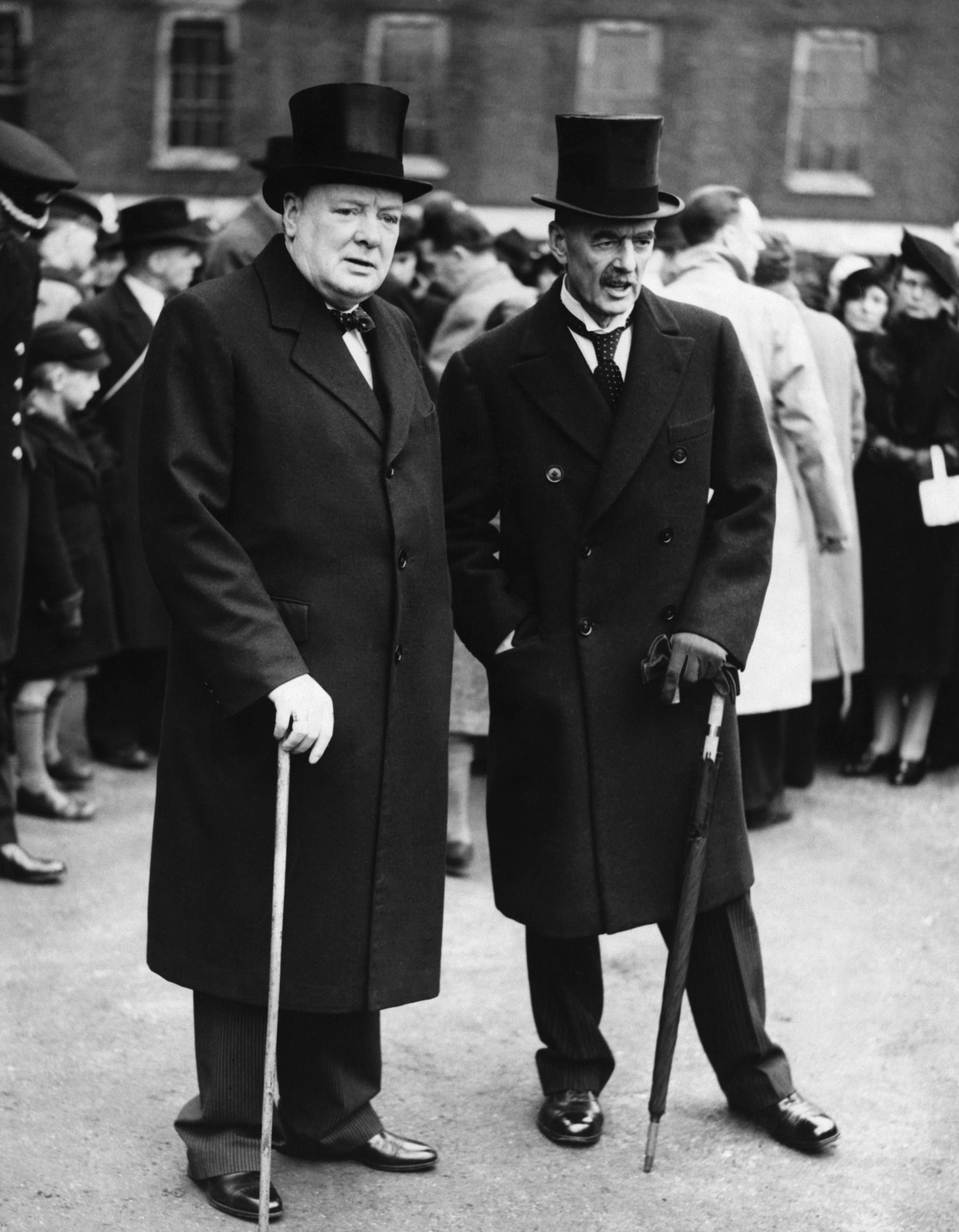
Churchill con Neville Chamberlain 1935

Già in quel mese Hitler procedette alla distruzione delle istituzioni democratiche in Germania e all'instaurazione del suo regime dittatoriale e razzista. Churchill ammonì nuovamente:
(Winston Churchill alla Camera dei Comuni, aprile 1933)
Tuttavia, il governo di unità nazionale tra laburisti e conservatori formatosi nel 1931 e dal quale Churchill era stato escluso continuò a portare avanti una politica di disarmo, incoraggiata anche dal cancelliere dello Scacchiere Neville Chamberlain per ragioni di vincoli economici. "Se perdiamo la fiducia in noi stessi, nella nostra capacità di guidare e governare, se perdiamo la nostra volontà di vivere, allora sì che il nostro destino è segnato" disse Churchill in un discorso tenuto in quell'anno alla Royal Society of St. George. Il 12 novembre, dopo le elezioni che avevano portato il 95 per cento dei voti al partito nazista, segnate da pesanti violenze squadristiche contro l'opposizione, Churchill tenne un discorso alla Royal Naval Division Association:
(Winston Churchill, novembre 1933)

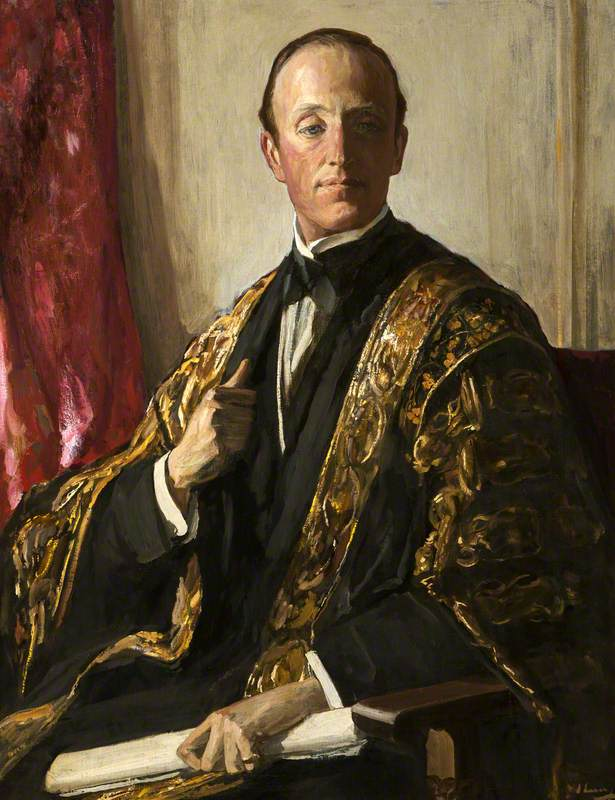
Charles Vane-Tempest-Stewart, VII marchese di Londonderry, cugino di Churchill e ministro dell'Aviazione (1931-1935) di John Lavery

Per tutto il 1934 Churchill intensificò la sua campagna per il riarmo, soprattutto aereo. Già prima della Grande Guerra Churchill aveva infatti intuito l'importanza fondamentale che l'arma aerea avrebbe assunto nella guerra moderna. Il ministro dell'Aviazione nel governo di Ramsay MacDonald era il cugino di Churchill, Charles Vane-Tempest-Stewart, VII marchese di Londonderry, il quale, sebbene scettico, di fatto promosse una politica di disarmo della Royal Air Force in linea con il governo e le pressioni laburiste. "Charlie" Londonderry divenne nel corso degli anni '30 uno dei massimi fautori dell'appeasement, visitando più volte Hitler e altri gerarchi ed esprimendo posizioni sempre più filonaziste, tanto che Churchill lo definì "quell'ebete di Charlie Londonderry". Anthony Eden, lord del sigillo privato, che sarebbe diventato in seguito un fedelissimo di Churchill e il suo delfino, gli replicò:
(Anthony Eden, luglio 1934)
Gli fece eco il leader laburista Clement Attlee, il quale aggiunse a proposito di Hitler:
(Clement Attlee, luglio 1934)
Nelle preoccupazioni di Churchill si inseriva anche il suo atteggiamento anti-isolazionista rispetto alle vicende europee. Churchill era, e sarà anche in seguito, un convinto assertore del ruolo europeo della Gran Bretagna, contro l'insularismo di buona parte della classe dirigente, soprattutto conservatrice. Churchill non ritenne mai che il Regno Unito avrebbe dovuto far parte di una qualche costruzione federale europea, il cui progetto già allora cominciava a profilarsi. Fu sempre però convinto assertore del ruolo di partner che la Gran Bretagna avrebbe dovuto svolgere rispetto agli altri Stati europei, soprattutto la Francia. In un articolo scritto per un giornale americano nel 1930 sintetizzò così la sua posizione:
(Winston Churchill 1930)
Nel 1931, Churchill aveva criticato la posizione della Lega delle Nazioni che si opponeva ai giapponesi in Manciuria: "Spero che in Inghilterra cercheremo di capire la posizione del Giappone, uno stato antico ... Da un lato hanno la minaccia oscura della Russia sovietica. Dall'altro il caos della Cina, quattro o cinque province della quale vengono torturate sotto il dominio comunista. " Negli articoli di giornale contemporanei si riferiva al governo repubblicano spagnolo come un fronte comunista e all'esercito di Franco come "anti-rosso". Consigliò sempre di mantenere una linea di stretta neutralità nella guerra civile spagnola.
Nel giugno 1935 Ramsay MacDonald, ormai malato, si dimise e Stanley Baldwin tornò primo ministro, ma Churchill rimase nuovamente fuori dal governo. In agosto Mussolini minacciò l'invasione dell'Etiopia. In questo momento cominciò a incrinarsi la stima di Churchill verso il dittatore italiano, che sempre più evidentemente si andava avvicinando alla Germania nazista, tuttavia, anche in questo frangente, il giudizio di Churchill sulla politica estera italiana fu meno duro di quello sul nazismo: come riferì un suo conoscente dell'epoca, egli "non si opponeva alla cosa in sé, ma al modo". Quando gli fu prospettato il pericolo che il controllo italiano sull'Abissinia avrebbe potuto minacciare il collegamento marittimo verso l'India, Churchill replicò: "Non c'è da preoccuparsi degli italiani. Non è questo. Non è la cosa, è il modo". Sostenne anche il patto Hoare-Laval che mirava a conciliare le ambizioni italiane sull'Etiopia tramite la mediazione franco-britannica. Esplicitando meglio la sua posizione in una conversazione a Cannes con una residente francese filofascista disse:
(Winston Churchill, agosto 1935)
Quando nell'ottobre la minaccia di Mussolini si concretizzò, Churchill consigliò al First Sea Lord uno sfoggio di potenza navale britannica nel Mar Mediterraneo a scopo di deterrenza. Incontrando l'ambasciatore italiano Dino Grandi lo ammonì circa i rischi per l'Italia di un'invasione dell'Etiopia, si offrì anche di recarsi a Roma per interloquire con Mussolini e cercare di dissuaderlo dai suoi propositi. Tuttavia quando, il 4 ottobre, l'attacco italiano fu avviato, Churchill dichiarò alla Camera che l'aggressione mussoliniana era "ben poca cosa" rispetto al pericolo nazista. In un articolo pubblicato sul giornale Strand Churchill fu tra i primi a denunciare con chiarezza le persecuzioni antisemite: "Nessun servigio reso, nessun patriottismo provato, neppure le ferite riportate in guerra possono dare l'immunità a individui il cui unico crimine è di essere stati messi al mondo". L'articolo suscitò le proteste del governo tedesco.
Nel novembre di quell'anno si tennero le elezioni generali. Baldwin promise la prosecuzione del disarmo, ma Churchill scrisse sul Daily Mail: "Non mi sembra che la gente si renda affatto conto di quanto siano vicini e gravi i pericoli di una conflagrazione mondiale.".
I conservatori ottennero una maggioranza schiacciante, che premiò l'appeasement e il disarmo. Per questo Churchill fu di nuovo escluso dalla compagine governativa; come gli disse l'amico Beaverbrook: "Sei finito. Baldwin ha una maggioranza tale da poter fare a meno di te.". Tuttavia, nonostante le divergenze Baldwin stimava Churchill e motivò così la sua esclusione dal governo al suo segretario Thomas Jones, che si era detto soddisfatto per l'isolamento di Churchill:
(Stanley Baldwin, novembre 1935)
Churchill si trovava in vacanza in Spagna quando i tedeschi rioccuparono la Renania nel febbraio del 1936. L'opposizione laburista era irremovibile nell'opporsi alle sanzioni e il governo nazionale era diviso tra i sostenitori delle sanzioni economiche e coloro che sostenevano che anche queste avrebbero portato ad un umiliante arretramento da parte della Gran Bretagna, dato che la Francia non avrebbe sostenuto alcun intervento. Il discorso di Churchill del 9 marzo fu misurato e lodato da Neville Chamberlain come costruttivo, ma poche settimane dopo a Churchill fu preferito per l'incarico di ministro per il coordinamento della Difesa il procuratore generale Sir Thomas Inskip. A.J.P. Taylor in seguito definì questa scelta "una nomina giustamente descritta come la più straordinaria da quando Caligola nominò console il suo cavallo". All'epoca molti erano meno preoccupati: Duff Cooper si opponeva alla nomina di Churchill, mentre il generale Ellison scrisse che aveva "un solo un commento, e cioè "Grazie a Dio siamo preservati da Winston Churchill"".
Il 22 maggio 1936 Churchill presenziò a una riunione dei conservatori della vecchia guardia (i membri del gruppo, non tutti presenti in quella occasione, includevano Austen Chamberlain (fratello di Neville), Geoffrey Lloyd, Leopold Amery e Robert Horne) nella casa di Lord Winterton a Shillinglee Park, l'obiettivo era spingere il governo a un maggiore riarmo. Baldwin commentò l'incontro dicendo che era "il periodo dell'anno in cui i moscerini escono da canali sporchi". Anche Neville Chamberlain accrebbe il suo interesse per gli affari esteri e in giugno, in un attacco al giovane ministro degli Esteri Anthony Eden, chiese la fine delle sanzioni contro l'Italia fascista (definite un "pieno sfoggio di follia").
Il 12 novembre Churchill tornò sull'argomento. Dopo aver dato alcuni esempi specifici del riarmo bellico tedesco, affermò che "il governo semplicemente non riesce a prendere una decisione o non può convincere il primo ministro a prendere una decisione, quindi prosegue in uno strano paradosso. Decisi solo di essere indecisi, decisi a essere irresoluti, irremovibili verso la deriva, solidi nella fluidità, potenti nell'impotenza. E così continuiamo a perdere altri mesi preziosi, forse vitali affinché le locuste divorino la grandezza della Gran Bretagna". Robert Rhodes James lo definì uno dei discorsi più brillanti di Churchill in quel periodo, la risposta di Baldwin suonò debole in confronto. Lo scambio diede nuovo incoraggiamento al Movimento delle Armi e dell'Alleanza, creato da Churchill per fare pressione sul governo in senso favorevole al riarmo.

### La crisi dell'abdicazione

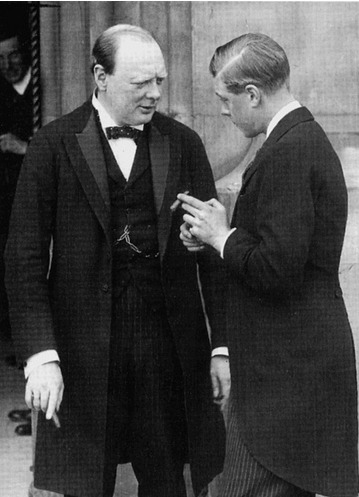
Churchill con il Principe di Galles, futuro Edoardo VIII nel 1921

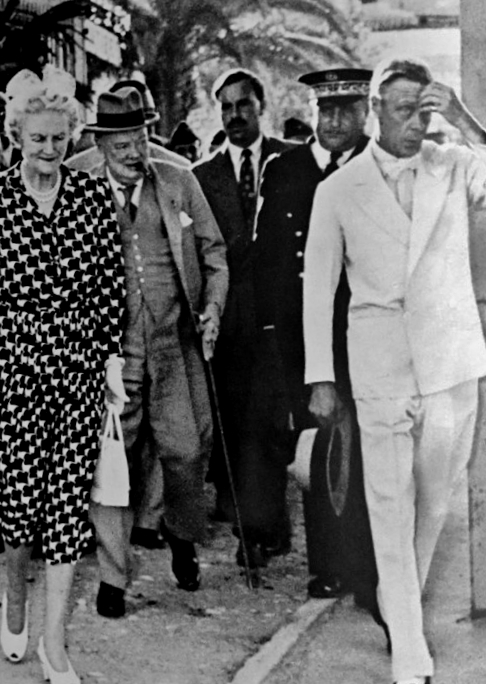
Churchill e la moglie con il duca di Windsor in Costa Azzurra nel 1950

Nel gennaio del 1936 salì al trono il re Edoardo VIII, con il quale Churchill intratteneva un rapporto di amicizia da venticinque anni. Quando emerse la volontà da parte del nuovo sovrano di sposare l'americana divorziata Wallis Simpson, Baldwin incaricò Churchill di tentare di convincerlo a rinunciare alla Simpson e a non abdicare. Il 7 dicembre tenne alla Camera un discorso in favore di Edoardo, ma venne sommerso da fischi e improperi e fu costretto a interrompere il discorso. Uscendo dall'aula, urlò a Baldwin: "Non sarete soddisfatto finché non l'avrete spezzato non è vero?". Tre giorni dopo Baldwin comunicò alla Camera che Edoardo aveva firmato l'atto di abdicazione. Churchill scrisse al duca di Westminster: "È straordinario il modo in cui Baldwin diventa più forte ogniqualvolta sconfigge qualcuno o qualcosa di importante per il nostro Paese". I deputati e anche la stampa ritenevano che Churchill intendesse approfittare della crisi istituzionale per rovesciare Baldwin. Ancora oggi le ragioni dell'esposizione di Churchill in favore di Edoardo VIII, a parte l'amicizia personale, sono oggetto di dibattito.
La maggiore difficoltà nel comprendere il comportamento di Churchill nel corso della crisi è data dal fatto che, nonostante i rapporti personali di amicizia con il sovrano, le simpatie filonaziste di Edoardo VIII erano evidenti e note. Lo stesso valeva per la futura moglie Wallis, la quale era stata amante di Galeazzo Ciano ai tempi in cui questi ricopriva l'incarico di console italiano a Shanghai e intratteneva simili rapporti con l'ambasciatore tedesco a Londra (e futuro ministro degli Esteri) Joachim von Ribbentrop. Nonostante ciò i legami tra la famiglia di Churchill e la coppia rimasero stretti: il figlio di Winston Randolph fu tra gli invitati al matrimonio che ebbe luogo in Francia.
La reputazione di Churchill in Parlamento e Inghilterra in genere fu gravemente danneggiata: alcuni come Alistair Cook hanno voluto vedere nelle sue mosse un tentativo di costruire un partito del re, altri come Harold Macmillan furono stupiti dal danno che Churchill aveva procurato al movimento antinazista Armi e Alleanze con la sua difesa di Edoardo VIII. In seguito, lo stesso Churchill scrisse: "Ero sceso così in basso nell'opinione pubblica che la visione quasi universale era che la mia vita politica fosse finita". Gli storici sono divisi sulle ragioni per le quali Churchill sostenne Edoardo VIII: alcuni come A. J. P. Taylor lo considerarono un tentativo di "rovesciare il governo di uomini deboli", altri, come R.R. James, considerarono i motivi di Churchill onorevoli e disinteressati, dati i rapporti di amicizia che legavano Churchill e la sua famiglia con i reali.
William Manchester, uno dei maggiori biografi di Churchill, nota come nel 1936 la campagna antinazista di Churchill stesse cominciando a raccogliere seguaci: stava conquistando l'appoggio del movimento operaio e dei sindacati, organizzando anche un grande raduno all'Albert Hall con il supporto del leader sindacale Walter Citrine (3 dicembre 1936). Churchill però "uccise letteralmente la riunione" facendo un discorso in difesa del re. Manchester rileva "una certa illogicità nei ragionamenti di Winston", il quale disse anche: "La presenza della donna era una salvaguardia". Riprendendo le conclusioni di Manchester, Giorgio Galli afferma:
dei nazisti [...] Se invece, possibile considerazione di Churchill, un sovrano "personalità amata e senza eguali" come lo definì all'Albert Hall,
fosse stato costretto ad abdicare per una storia d'amore, fosse all'estero pur rimanendo popolare in patria, avrebbe potuto essere (come forse accadde) il punto di riferimento di complotti eversivi per riportarlo sul trono come alfiere della riappacificazione con la Germania di Hitler.
Churchill cercava di proteggere la monarchia dai suoi ambigui rapporti con la cultura occultista e allo stesso tempo di garantirsi tutti gli strumenti per uno scontro senza quartiere con Hitler»
(Giorgio Galli)

### Da Monaco alla guerra (1938-1939)
Tramite un articolo sull'Evening Standard del settembre 1937 Churchill si appellò direttamente a Hitler condannandone la politica persecutoria ma assumendo anche toni concilianti:
(Winston Churchill, settembre 1937)

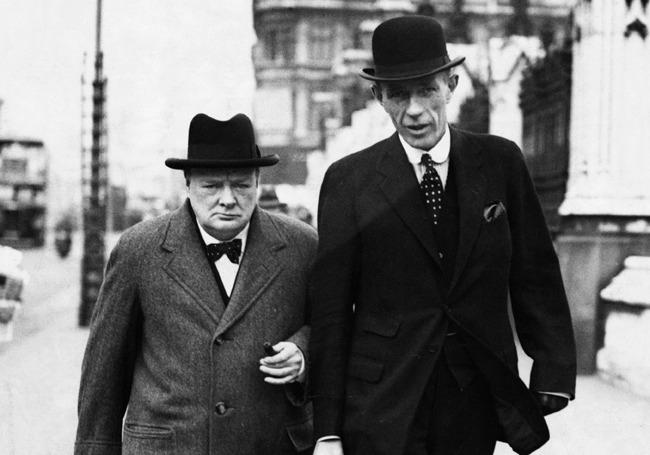
Churchill con Lord Halifax nel 1938

In privato Churchill si dimostrò molto scettico sulle possibilità di un cambiamento della politica nazista. Davanti all'evidente ascesa delle ambizioni espansioniste della Germania nazista, Churchill continuò, inascoltato dal governo britannico, a perorare la causa di un'azione internazionale per contenere la Germania, di concerto con la Francia, tuttavia il nuovo governo, guidato da Neville Chamberlain, si fece promotore di una politica di avvicinamento al Terzo Reich; questo causò dissidi che condussero alle dimissioni del ministro degli Esteri Anthony Eden, il quale da questo momento in avanti sarà un fedele seguace di Churchill. Nel dibattito che ne seguì, il 21 febbraio 1938, Churchill disse che quella era stata "una buona settimana per i dittatori". Pochi giorni dopo, quando il nuovo ministro degli Esteri Lord Halifax telegrafò al cancelliere austriaco Kurt von Schuschingg informandolo che la Gran Bretagna non sarebbe intervenuta in difesa dell'indipendenza dell'Austria, Hitler ordinò l'invasione e l'annessione del Paese.

Nel marzo, cominciarono a profilarsi le ambizioni naziste sui Sudeti, la regione montuosa della Cecoslovacchia abitata in maggioranza da tedeschi e ricca di materie prime. Ad aprile pranzò con il leader dei tedeschi dei Sudeti Konrad Henlein, un incontro fortemente voluto dallo stesso Hitler; Churchill chiese a Henlein se "si rendeva conto che un incidente nei Sudeti poteva facilmente dare l'Europa alle fiamme". Tuttavia, quando Henlein tornò in Germania disse a Hitler che "non c'è da temere alcun serio intervento a favore dei cechi da parte dell'Inghilterra". Il 19 agosto ricevette a Chartwell, la sua residenza di campagna nel Kent, il maggiore Ewald von Kleist, ostile al nazismo, al quale consegnò una lettere per altri ufficiali antinazisti in cui avvertiva che in caso di invasione tedesca della Cecoslovacchia sarebbe scoppiata una nuova guerra mondiale.

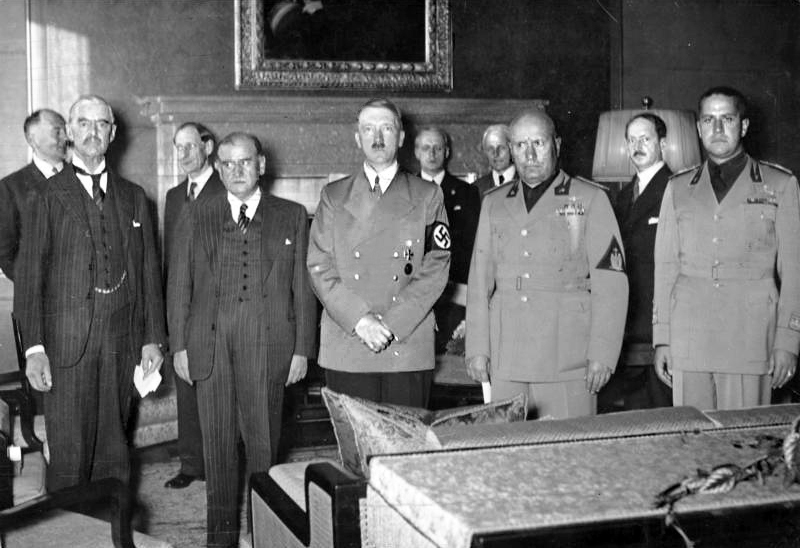
Chamberlain (primo da sinistra) alla conferenza di Monaco 1938

 A settembre incontrò anche l'ambasciatore sovietico Ivan Maiskij, il quale informò Churchill che l'Unione Sovietica intendeva appellarsi all'art. 2 del patto della Lega delle Nazioni per concertare un'azione con gli occidentali in difesa della Cecoslovacchia, tuttavia Halifax, informato da Churchill, rifiutò la possibilità di qualsiasi collaborazione con i sovietici. Ancora l'11 settembre, Churchill parlò a Downing Street con Chamberlain e Halifax per persuaderli a mantenere un atteggiamento inflessibile con Hitler, per dissuaderlo dallo smembrare lo stato ceco; tuttavia, Chamberlain aveva già deciso di concedere a Hitler di annettersi i Sudeti (dove, oltre al resto, si trovava anche l'unico giacimento di uranio in Europa). Il 22 settembre, il leader laburista Clement Attlee telefonò a Churchill informandolo che i laburisti lo appoggiavano nell'opposizione alla politica di Chamberlain.
Alla fine di settembre 1938 ebbe luogo la conferenza di Monaco: gli accordi, siglati a porte chiuse senza alcun intervento dei rappresentanti cechi, prevedevano lo smembramento del paese e l'annessione dei Sudeti alla Germania; il trattato fu accolto con giubilo in tutta Europa. Mentre lasciava l'Hotel Savoy dove aveva cenato, Churchill si fermò davanti a un ristorante dove la gente festeggiava, commentò: "Poveracci, non sanno cosa li aspetta.". Nel dibattito sugli accordi che seguì alla Camera dei Comuni, Churchill pronunciò un celeberrimo discorso in cui condannava la svendita della Cecoslovacchia a Hitler:
(Winston Churchill, settembre 1938)
In un discorso a Weimar del 6 novembre Hitler attaccò esplicitamente Churchill, definendo "folli" le sue parole e aggiungendo "posso assicurare a costui, che sembra vivere sulla luna, che in Germania non esistono forze ostili al regime: solo la forza del movimento nazionalsocialista, i suoi capi e i suoi seguaci in armi". Quando nel marzo, in violazione degli accordi di Monaco, Hitler invase la Cecoslovacchia annettendola al Reich, l'imminenza della guerra divenne evidente. Churchill scrisse a Chamberlain invitandolo a predisporre le difese antiaeree. Il 7 aprile l'Italia fascista invase l'Albania. Nel corso dell'estate, Churchill insieme ad Eden e all'anziano Lloyd George si fece assertore della necessità di coinvolgere l'Unione Sovietica in un sistema di deterrenza internazionale antinazista. Chamberlain tuttavia si dimostrò riluttante, asserendo che questa mossa avrebbe reso "difficile se non impossibile qualunque trattativa con i totalitari". In un'intervista radiofonica, si prese gioco dell'interruzione estiva dei lavori parlamentari: "È proprio tempo di vacanze signore e signori!" e della propaganda nazifascista: "I dittatori devono addestrare i loro soldati. Per un'elementare prudenza non possono fare altro, dato che danesi, olandesi, svizzeri, albanesi, e ovviamente, ebrei, possono in ogni momento balzargli addosso e privarli del loro spazio vitale". Quando il 1º settembre i tedeschi invasero la Polonia (di concerto con i sovietici in accordo con il patto Molotov-Ribbentrop stipulato in agosto), Chamberlain, su pressione della Camera, inviò un ultimatum per chiedere la cessazione delle ostilità. Il primo ministro aveva già invitato Churchill a entrare nel Gabinetto di guerra che sarebbe stato formato di lì a poco. Il 3 settembre scadde l'ultimatum e Gran Bretagna e Germania si trovarono nuovamente in guerra.

### Ritorno all'ammiragliato
(Winston Churchill alla Camera dei Comuni, 3 settembre 1939)
Il 3 settembre 1939, terminato il dibattito alla Camera, Chamberlain convocò Churchill nel suo ufficio e gli offrì di ricoprire nuovamente l'incarico di primo lord dell'ammiragliato; quando la notizia giunse agli uffici del ministero venne telegrafato immediatamente un messaggio a tutte le navi: Winston is back ("Winston è tornato"). Quando giunse nel suo ufficio Churchill aprì un armadio e trovò, appesa a un'anta, una mappa da lui lasciata oltre vent'anni prima con la disposizione di tutte le navi tedesche nel 1915. Convocati i funzionari del ministero, aggiornò la riunione dicendo: "Signori, al lavoro!". Nella riunione del Gabinetto di guerra del 4 settembre Churchill propose di attaccare immediatamente il fronte tedesco sulla linea Sigfrido, per alleggerire la pressione sul fronte polacco, ma l'azione non fu intrapresa. In questa fase detta della drole de guerre (la "strana guerra"), britannici e francesi rimasero sostanzialmente inerti di fronte all'avanzare delle truppe naziste in Europa orientale, fatto che confermò Hitler nella convinzione che le potenze occidentali non volessero realmente combatterlo.

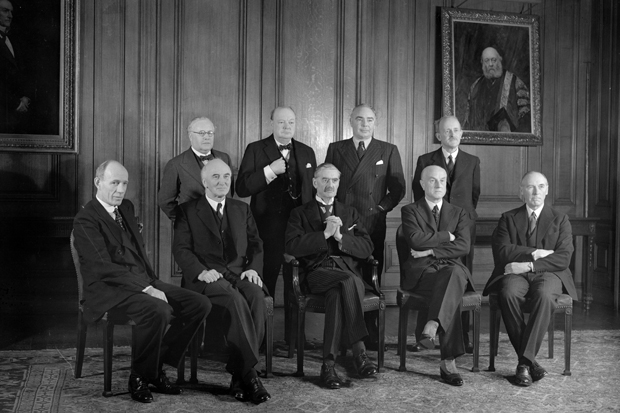
Churchill (secondo da sinistra in piedi) membro del War Cabinet 1939

Fu Churchill a prendere l'iniziativa, promuovendo dapprima un'incursione navale nel Baltico e in seguito propose di minare le acque territoriali della Norvegia per bloccare l'afflusso di materie prime, soprattutto ferro, all'industria bellica tedesca. In ottobre propose la creazione di una milizia territoriale composta da tutti gli uomini sopra i 40 anni (reduci della prima guerra mondiale), per sorvegliare le installazioni militari in patria. Il 14 ottobre, un sommergibile tedesco penetrò nella base di Scapa Flow e affondò la corazzata Royal Oak. Recatosi sul posto il 31 ottobre Churchill ordinò il rafforzamento delle difese, note pertanto come Churchill Barriers. Agli inizi di novembre si incontrò con l'ammiraglio francese François Darlan per consegnare alla flotta alleata i nuovi sistemi di localizzazione dei sommergibili in dotazione ai britannici. Quando il 30 novembre l'Unione Sovietica invase la Finlandia, l'opinione conservatrice sembrò molto più entusiasta all'idea di scendere in campo contro l'URSS che contro la Germania nazista, Churchill tuttavia rimase fermo nel ribadire che la priorità doveva essere data alla sconfitta del nazismo. Rinnovò la richiesta di effettuare un'operazione in Norvegia, occupando Narvik e prendendo il controllo delle miniere di ferro per tagliare i rifornimenti alla Germania. Il 13 dicembre l'ammiragliato mise a segno un importante successo, quando tre incrociatori agganciarono la corazzata Graf Spee e la costrinsero a ritirarsi nel porto di Montevideo, dove si autoaffondò. Il 20 gennaio Churchill parlò alla radio elogiando i finlandesi:
(Winston Churchill, 20 gennaio 1940)
Fu sarcastico verso gli stati neutrali: "Ognuno spera che se nutre a sufficienza il coccodrillo, questo lo mangerà per ultimo". Anche in quest'occasione ribadì la sua ostilità equanime tanto contro il nazismo che contro il comunismo: "Se Gran Bretagna e Francia dovessero fare una pace disonorevole, gli Stati minori d'Europa [...] non avrebbero altro destino che venire spartiti tra le barbarie opposte eppure simili del nazismo e del bolscevismo".
Il consiglio supremo di guerra anglo-francese che si tenne a Parigi il 5 febbraio stabilì di inviare 30.000 uomini in Scandinavia. Quando, lo stesso giorno, fu avvistato in acque territoriali norvegesi il mercantile tedesco Altmark, che si sospettava trasportasse prigionieri britannici, Churchill ordinò personalmente al comandante del cacciatorpediniere Cossack di abbordare la nave tedesca e liberare i prigionieri, tuttavia il Gabinetto si oppose a minare le acque norvegesi. Hitler, comprendendo la volontà alleata di occupare la Norvegia per tagliare alla Germania l'afflusso di materie prime, predispose l'invasione del paese. Solo all'inizio di aprile venne deciso di effettuare lo sbarco a Narvik, ma ormai era troppo tardi. Chamberlain aveva proclamato alla Camera che Hitler aveva "perso l'autobus", ma nel giro di poche settimane Danimarca e Norvegia furono occupate dai nazisti. Le proposte strategiche di Churchill furono adottate con mesi di ritardo e l'incertezza britannica diede modo a Hitler di prevenire i suoi avversari. Il fallimento norvegese condannò definitivamente Chamberlain e spianò a Churchill la strada per Downing Street.